# PAOK Thessaloniki (Fußball)
PAOK Thessaloniki (griechisch ΠΑΟΚ, auch P.A.O.K., Akronym von Panthessalonikischer Sportklub der Konstantinopler, griechisch Πανθεσσαλονίκειος Αθλητικός Όμιλος Κωνσταντινουπολιτών Panthessalonikeios Athlitikos Omilos Konstantinoupoliton), auch bekannt als PAOK Saloniki, ist ein Fußballverein aus Thessaloniki, Makedonien. Die Mannschaft wurde im Jahr 1926 von vertriebenen Griechen aus Konstantinopel gegründet. PAOK ist einer der drei Vereine, die seit der Einführung der einheitlichen ersten griechischen Liga (Alpha Ethniki) zur Saison 1959/60 nie abgestiegen sind und demnach immer in der ersten griechischen Spielklasse gespielt haben.

## Geschichte

### Die Gründerjahre (1926–1958)
Die Anfänge (1926–1948)

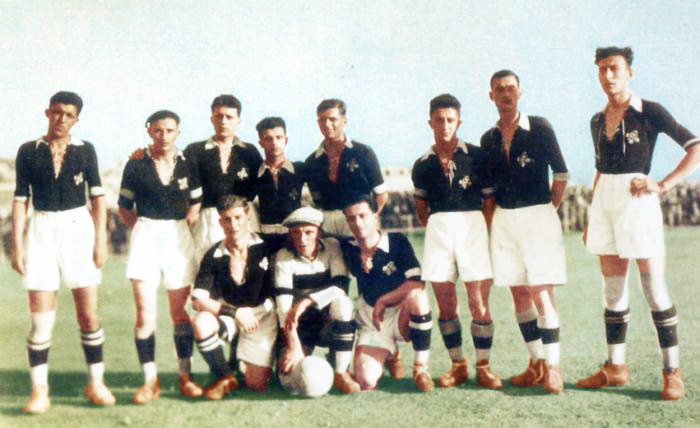
Eine der ersten Mannschaften von PAOK im Jahr 1926.

PAOK Thessaloniki versteht sich als Nachfolge des bereits 1875 im Istanbuler Stadtteil Pera gegründeten Vereins Hermes Club Pera (gr.: Ερμής), der seine Aktivität als Folge der Griechenverfolgungen und damit verbundener Vertreibungen nach dem Griechisch-Türkischen Krieg einstellen musste. Die Vertriebenen gründeten in Thessaloniki den Verein P.A.O.K. am 20. April 1926. Emblem der Mannschaft ist der Doppelkopf-Adler, das Hauswappen des Byzantinischen Reiches. Allerdings hat dieser, aus Trauer über den Verlust der Heimat, die Flügel angelegt. Die Vereinsfarbe Schwarz steht für ebendiese Trauer, das Weiß für die Hoffnung auf eine bessere Zukunft. Das erste Wappen des Vereins war ein vierblättriges Kleeblatt. Auf jedem einzelnen Kleeblatt stand jeweils ein Buchstabe des Vereins, welcher durch ein Hufeisen eingefasst war. Erst nach der Fusion mit AEK Thessaloniki im Jahr 1929 bekam der Verein den Doppelkopf-Adler. Der erste Präsident war Triantafilos Triantafillidis. PAOK spielte sein erstes inoffizielles Spiel am 4. Mai 1926 im Thermaikos Stadion und gewann gegen Megas Alexandros Thessaloniki mit 2:1. Das erste offizielle Spiel fand am 12. Dezember 1926 statt. Nea Genea konnte mit 3:1 geschlagen werden. In der Saison 1930/31 debütierte PAOK in der Pan-Hellenischen Meisterschaft und spielte das erste Mal gegen Olympiakos Piräus. Am Ende der Saison stand man auf dem 5. Platz. Im Jahr 1937 gewann der Klub seine erste Trophäe. Der Verein holte die erste Thessaloniki-Stadtmeisterschaft und qualifizierte sich infolgedessen für die Griechische Meisterschaft, welche mit dem zweiten Platz beendet wurde.

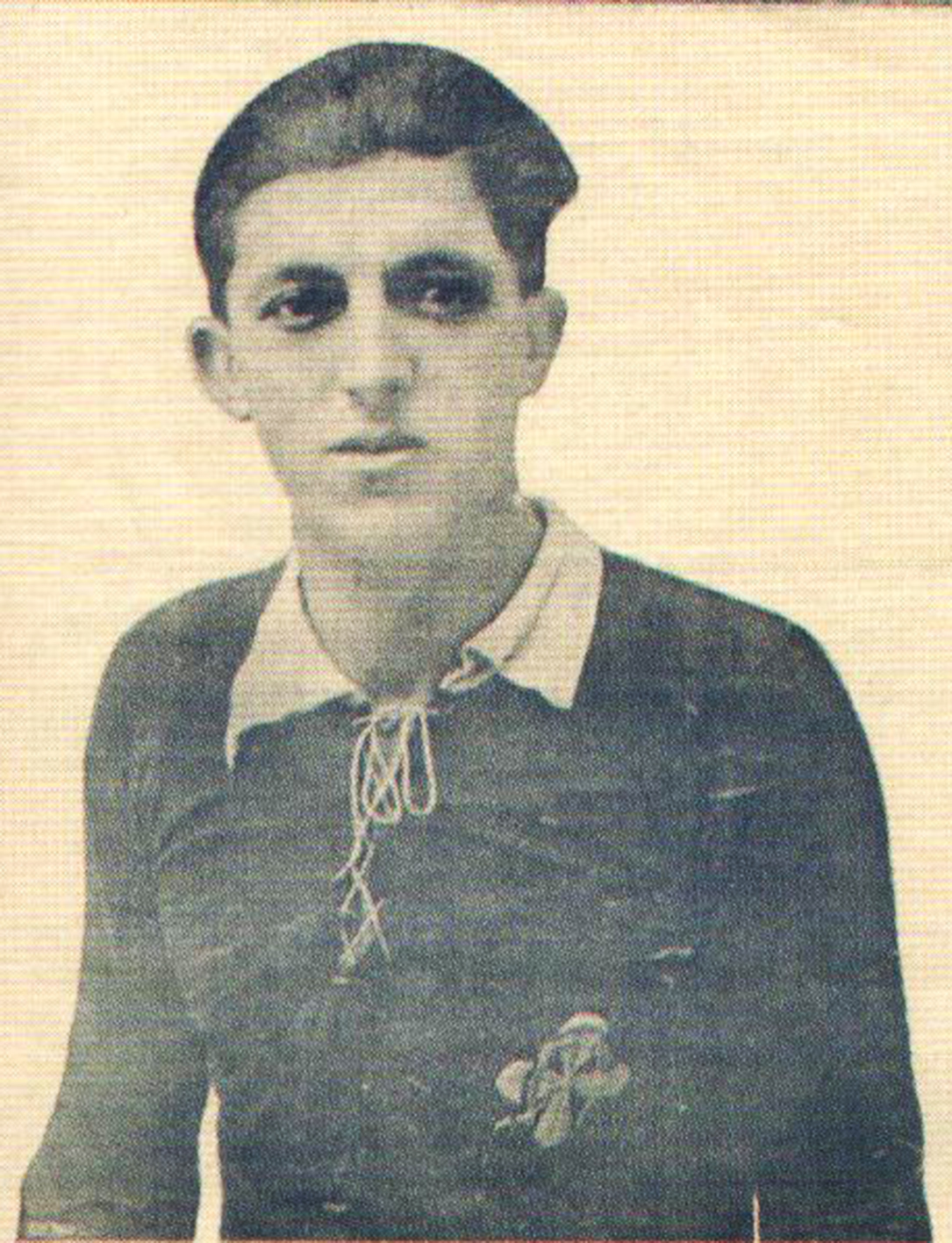
Konstantinos Andreadis war der erste Trainer von PAOK

Der erste Trainer Konstantinos „Kostas“ Andreadis saß fünf Jahre auf der Trainerbank, wofür er jedoch keine finanzielle Gegenleistung erhielt.
Der erste Spielführer des Vereins war Michalis Ventourelis.
Der erste ausländische Spieler war ein Franzose namens Raymond Etienne, der gleichzeitig der erste Profi des Klubs und damit ganz Griechenlands war. Am 5. September 1928 unterschrieb er als erster Fußballer in Griechenland einen Profivertrag, der ihm ein Gehalt von 4.000 Drachmen einbrachte. Sein erstes Spiel für PAOK absolvierte Etienne am 15. November 1928 gegen Thermaikos, bei welchem er zwei Tore zum Sieg beisteuerte. Insgesamt spielte Etienne sechs Jahre für den Klub und erzielte einen Rekord von 38 geschossenen Toren in 44 Spielen.
Der erste ausländische Trainer des Vereins war der Österreicher Rudolf Gassner, der die Mannschaft in der Saison 1931/32 trainierte.
Am 20. Oktober 1940 bestritt der Klub sein letztes Pflichtspiel um die Thessalonikier Stadtmeisterschaft gegen Makedonikos, das man 2:1 gewann. Nur eine Woche später trat Griechenland auf der Seite der Alliierten in den Zweiten Weltkrieg ein. Auch die Spieler des Klubs wurden von den griechischen Streitkräften verpflichtet. Zwei der damaligen Spieler fielen im Krieg, der Torwart Nikos Sotiriadis und der Verteidiger Georgios Watikis. Am 17. November 1940 fiel als erstes Watikis im Alter von 22 Jahren. Sotiriadis fiel am 28. Januar 1941 im Alter von 32 Jahren an der Front.

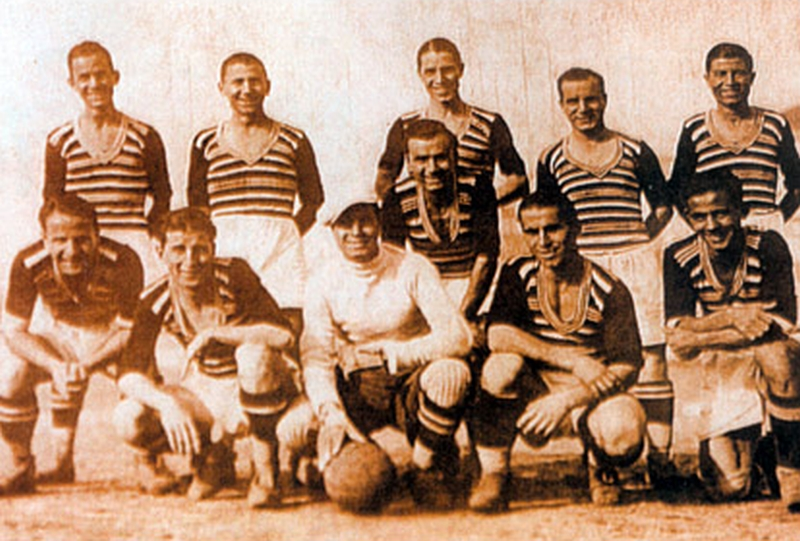
Die Meistermannschaft der Thessaloniki-Stadtmeisterschaft der Saison 1936/37

Die Thessaloniki-Stadtmeisterschaften (1948–1958)
Nach dem Zweiten Weltkrieg entstanden die ersten Jugendabteilungen und der Verein konnte zusätzliche Qualität durch Transfers gewinnen. Dies führte zu vier Thessaloniki-Fußballmeisterschaften in den 1950er-Jahren. Da der Fußballsport noch lokal organisiert war, zählte die Stadtmeisterschaft von Thessaloniki als ein großer Erfolg.
Bis 1955 konnte sich der Klub insgesamt dreimal für das Finale des griechischen Pokals qualifizieren. In allen drei Spielen konnte PAOK das Spiel jedoch nicht für sich entscheiden. Das erste Finale um den griechischen Pokal bestritt PAOK gegen AEK Athen 1939 im Nikos-Goumas-Stadion. Es ging zwar 1:2 verloren, jedoch zeigen Fotos und Berichte der Zeit, dass der Fußball als Spiel und weniger als kommerzialisiertes Ereignis wahrgenommen wurde. Spieler und Funktionäre umarmten sich nach dem Finale und führten, im Gegensatz zu späteren Zeiten, ein freundschaftliches Verhältnis.

### Die Epoche des Georgios Koudas (1958–1985)

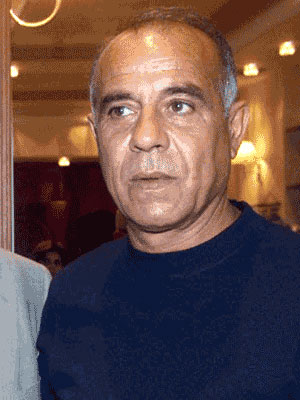
Kapitän und Legende des Vereins, Georgios Koudas

Georgios Pantelakis (1960 – 1971 & 1975–1984)
Von 1960 bis 1971 übte Georgios Pantelakis das Amt des sogenannten Generalsekretärs im Vorstand aus, eine Funktion, welche heute mit der eines Sportdirektors verglichen werden kann. Er konnte erfolgreich verhindern, dass Olympiakos Piräus Koudas verpflichtete. Seine Aussage „Ich mag vielleicht im Gyaros (Verbannungs- und Gefängnisinsel während der Jahre der Militärjunta) landen, aber Koudas wird nicht bei Olympiakos spielen“, ging in die Vereinsgeschichte ein.
Von 1975 bis 1984 war er schließlich Präsident des Klubs. Am 1. August 1984 wurde er abgewählt. Sein Präsidentenamt übernahm Petros Kalafatis.
Das erfolgreiche Siebziger Team
Die Koudas Epoche ist als Etablierung und Schaffung von Prestige gekennzeichnet. Georgios Koudas unterschrieb 1958 bereits im Alter von 12 Jahren einen Vertrag über fünf Jahre. Schließlich konnte Koudas 1963 mit nur 17 Jahren in der ersten Mannschaft debütieren. Nicht nur nationale Titel und erfolgreiche Platzierungen in der Meisterschaft in den 1970er Jahren, sondern auch die Teilnahmen an den europäischen Wettbewerben bewirkten, dass PAOK national sowie international Bekanntheit erlangte. Der Kapitän prägte den Klub und half ihm einige Erfolge einzufahren. Als Pokalsieger im Jahr 1972 konnte PAOK den Football Cup of Greater Greece im Folgejahr für sich sichern, der zwischen den Spitzenteams bzw. den Pokalsiegern aus Griechenland und Zypern ausgetragen wurde. In Hin- und Rückspiel konnte man gegen Omonia Nikosia gewinnen. Höhepunkt dieser Ära war 1976 der erstmalige Gewinn der Meisterschaft unter dem ungarischen Trainer Gyula Lóránt.
Koudas als Popkultur Phänomen
Wegen seiner Führungsqualitäten als Kapitän wurde Koudas von den Anhängern des Klubs auch als Alexander der Große (Μεγαλέξανδρο) bezeichnet. Eine andere weit verbreitete Bezeichnung war Reh des Nordens (gr.: Ζαρκάδι του Βορρά).
Am 18. April 1973 entstand in einem Pokalspiel gegen Panathinaikos das „Koudas Foto“, welches oft sinnbildlich für das Talent und die Spielweise des Kapitäns verstanden wird und stellvertretend für die damalige Dominanz des Teams steht. In der 34.Spielminute dribbelte sich der Kapitän im Mittelfeld an Anthimons Kapsis vorbei, welcher sich von hinten an Koudas klammerte, um ihn zu Fall zu bringen und den Konter zu verhindern. Koudas sagte später, dass das Fair Play des Verteidigers, welcher ihn mit den Händen statt mit einer Grätsche stoppte, eine Ode an die Fairness sei. Des Weiteren lobte er den Fotografen Michaelis Papous und beschrieb die Partie als ein Spiel der Überraschungen und einen verdienten Sieg. Verteidiger Anthimos Kapsis, erklärte, dass er Respekt vor Koudas hatte und ihn nicht verletzen wollte. Im Anschluss half er Koudas unter Applaus der Zuschauer wieder auf die Beine. Das Foto wurde bereits zu seiner Zeit oft auf Titelseiten und Postern abgebildet. Ein weiteres Beispiel für die Präsenz Koudas’ in der damaligen griechischen Popkultur ist das Lied mit dem Titel „Πότε Βούδας,πότε Κούδας“ (deutsch: Pote Woudas, pote Koudas) des Komponisten und Liedermachers Manolis Rasoulis, in dem es in einer Strophe heißt: „Manchmal Buddha, manchmal Koudas, manchmal Jesus und Judas“. Der Liedermacher lebte in der Nähe des Toumba-Stadions und besuchte die Spiele von PAOK.
Georgios Koudas beendete 1984 seine aktive Laufbahn. Damit war er über 25 Jahre im Verein und prägte zwei Fußballer-Generationen.

### Unruhige Zeiten und der Batatoudis-Plan (1986–2003)
Unbeständige Zeiten (1986–1996)
Die Zeit zwischen der letzten Meisterschaft 1985 und dem Einstieg von Georgios Batatoudis im Jahr 1996 als Präsident von PAOK war unbeständig und wechselhaft. Man konnte sich zwar einige Male für den europäischen Wettbewerb qualifizieren, jedoch gab es häufig Probleme in den Führungsetagen und Gewalt durch die eigenen Fans im Stadion. Thomas Voulinos übernahm im April 1989 die Leitung des Klubs und wurde Nachfolger in der Präsidentschaft von Ioannis Dedeoglou. Er setzte den Niederländer Rob Jakobs als neuen Trainer ein und verstärkte den Kader mit Georgios Mitsibonas sowie dem Ägypter Tolba Magdy, welcher gleichzeitig der erste afrikanische Spieler in der Geschichte des Klubs war. Die Unruhen rund um Thomas Voulinos übertrugen sich auch auf den Platz und die Fans und Erfolge blieben dadurch aus. Ein Beispiel ist das Spiel im Jahr 1992/93 gegen Paris Saint-Germain, bei dem die Gewalt der Fans einen Spielabbruch auslöste.
Die Ära Batatoudis (1996–2003)
Im Jahr 1996 übernahm dann der aus dem Evros stammende Unternehmer Georgios Batatoudis, der später von den Anhängern liebevoll Batman genannt wurde, den Klub und versuchte ihn zu stabilisieren, was ihm vor allem durch Spielertransfers und Teamführung gelang. Er verpflichtete Spieler wie Percy Olivares, Zisis Vryzas, Spiros Marangos und Konstantinos Frantzeskos. Batatoudis fuhr bald danach die ersten Erfolge ein. In der ersten Runde des UEFA-Pokals 1997/98 konnte man Arsenal London eliminieren. Später verpflichtete Trainer wie Arie Haan und Oleh Blochin konnten Erfahrung mitbringen, die die Spieler nutzten. In der Transferperiode des Sommers 1999 holte Batatoudis, ohne sich mit der sportlichen Führung um den Trainer Arie Haan abzusprechen, Nikos Frousos und Ionikos Nikea. Im gleichen Zug verpflichtete er Stylianos Venetidis von Xanthi FC für 230 Millionen griechische Drachmen, um ihn einige Jahre später gewinnbringend an Olympiakos Piräus weiterzuverkaufen. Mit den Verpflichtungen von Omari Tetradze, dem Australier Ante Covic und Georgios Georgiadis von Newcastle United, in dessen Verpflichtung Arie Haan eine wichtige Rolle spielte, vollendete Batatoudis seinen Plan der qualitativen Kadererweiterung und stellte die Weichen für die späteren nationale Erfolge.
In der Saison 2000/01 gelang der Gewinn des griechischen Pokals. Man schlug den Erzrivalen Olympiakos Piräus mit 4:2 in Athen und konnte nun nach mehr als 15 Jahren erstmals wieder einen bedeutenden Erfolg einfahren. Trotz des erneuten Gewinns des Pokals in der Saison 2002/03 sah sich der Präsident gezwungen, die Anteile am Klub zu verkaufen, und übergab diese zusammen mit dem Amt als Präsident an Ioannis Goumenos.

### Über Goumenos zu den Zagorakis-Jahren (2003–2012)
Die Übergangsjahre (2003–2007)

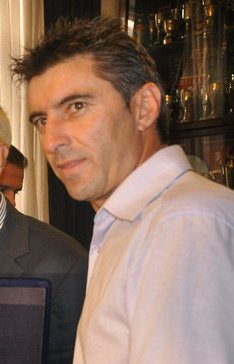
Theodoros Zagorakis als Präsident des Klubs von 2007–2012

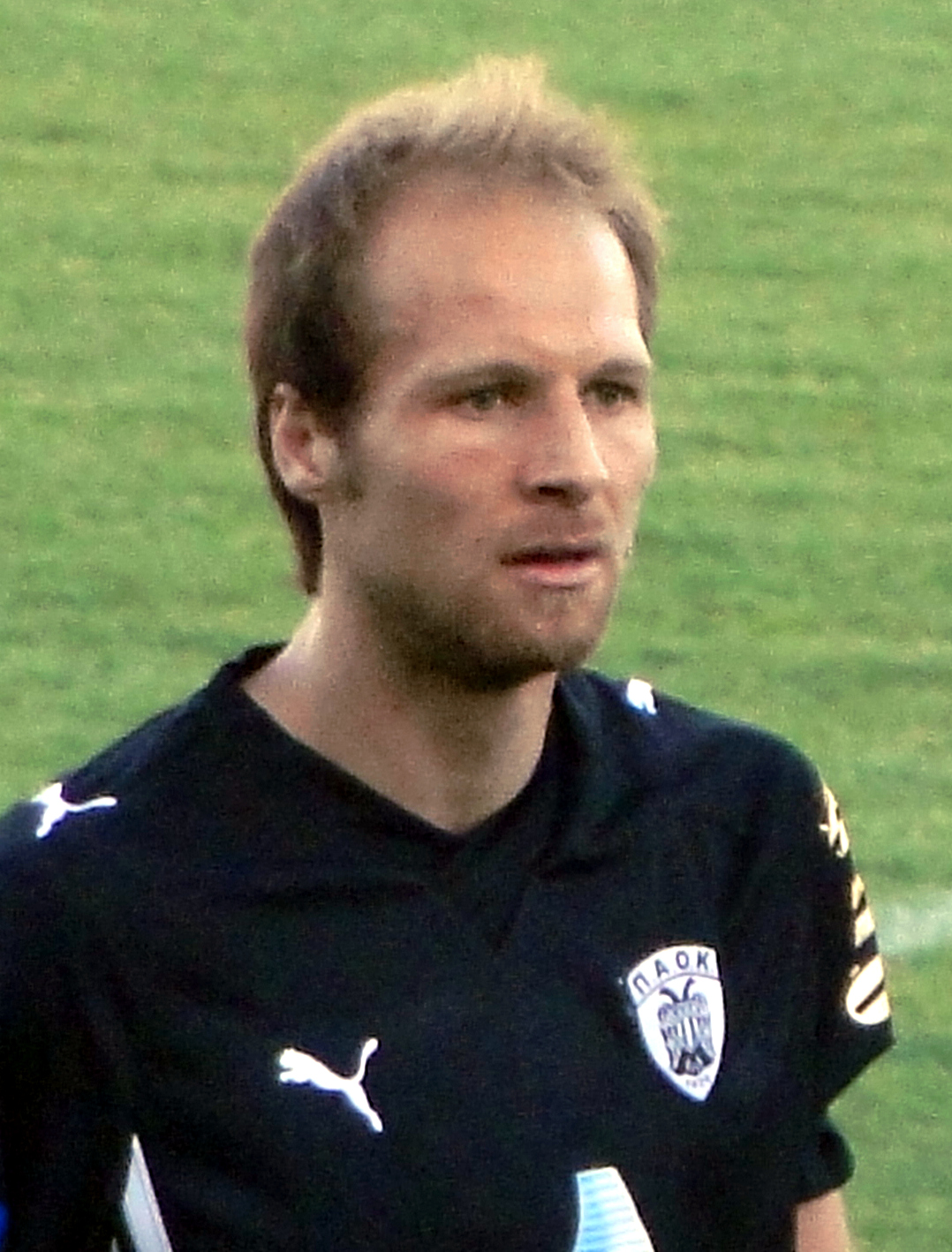
Zlatan Muslimovic als PAOK Spieler

Goumenos übernahm bereits einen Schuldenstand von 11 Millionen Euro, den er in den Jahren seines Wirkens auf über 30 Millionen Euro verdreifachte. Seine finanziellen Möglichkeiten, um den Klub zu unterhalten, waren nicht ausreichend. Die Suche nach einem finanzstarken Investor verlief erfolglos. Erst die Rückkehr des Hoffnungsträgers Theodoros Zagorakis als Spieler führte den Klub nach langer Zeit der Stagnation in stabile Verhältnisse.
Die Stabilisierung unter Zagorakis (2007–2012)

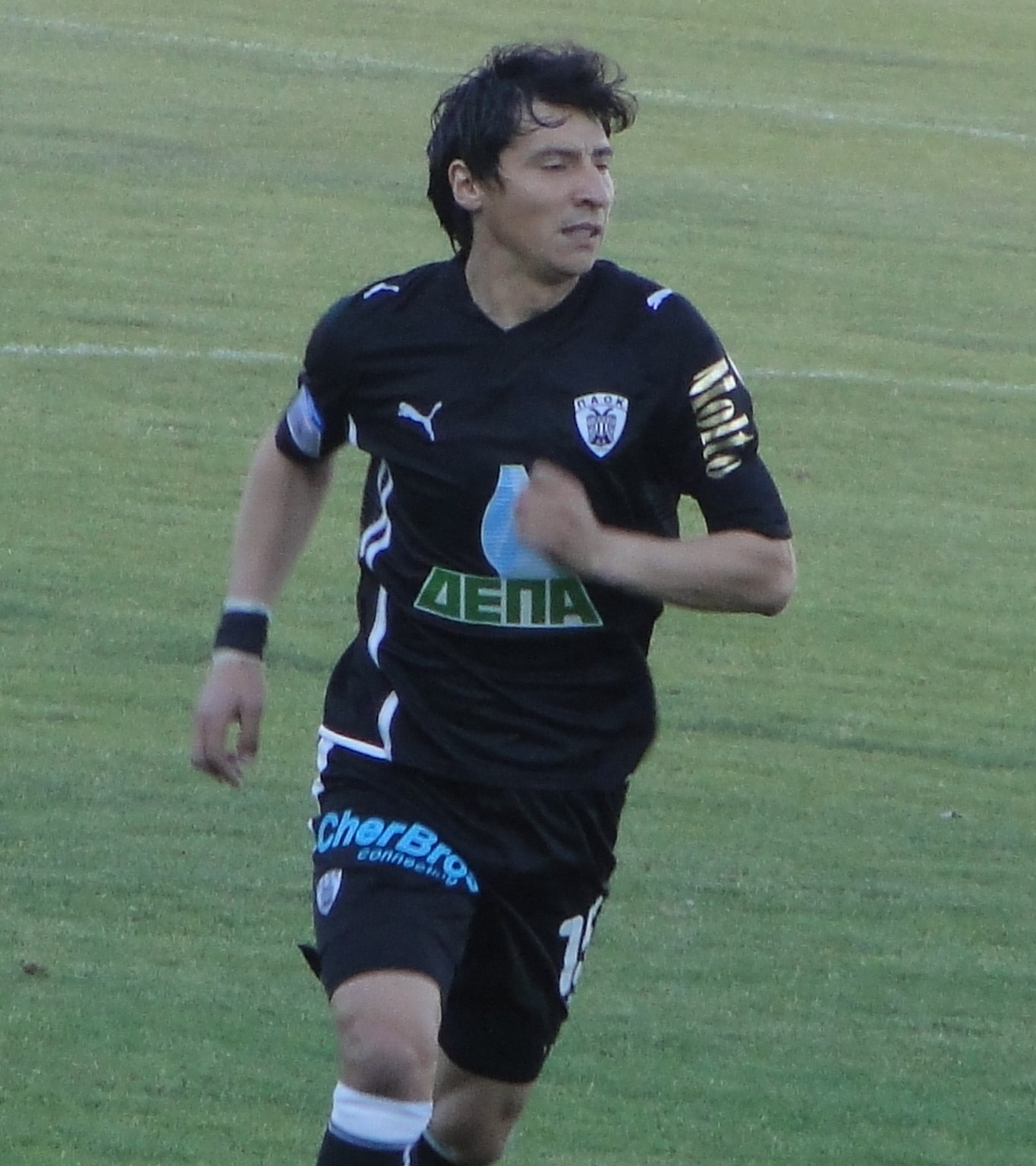
Pablo Contreras im PAOK Trikot

Im Jahr 2007 übernahm Theodoros Zagorakis als „Helfer in der Not“ die Präsidentschaft des Klubs und verfasste einen Plan zum Schuldenabbau sowie der sportlichen Weiterentwicklung. In seiner ersten Positionierung verkündete Zagorakis: „Ich will dem Klub jetzt aus einer anderen Position als bislang, aber weiterhin mit vollster Hingabe dienen“.
Ziel war es, den Klub aus den Schulden zu bekommen und ihn in den europäischen Plätzen zu etablieren. Diesen Plan nannte er „Den Drei-Jahres-Plan“ und appellierte zugleich an die Fans von PAOK, den Verein zu unterstützen. Im ersten Jahr seiner Präsidentschaft verpflichtete er Fernando Santos, den er schon aus seiner Zeit beim Ligarivalen AEK Athen kannte. In der Sommertransferperiode des Jahres 2008 bereitete Zagorakis die Planung des Kaders so vor, dass erfahrene Profis, die dem Klub sportlich weiterhelfen konnten, verpflichtet wurden. Mit Spielern wie Pablo Garcia, Zlatan Muslimović, Sérgio Conceição und Pablo Contreras konnte PAOK in der Saison 2008/09 den 2. Platz der Super League erreichen. In der Folgesaison wurden weitere Spieler wie Vitolo und Bruno Cirillo verpflichtet, um den Kader mehr in der Tiefe zu besetzen. Die finanzielle Situation begann sich durch Sponsoren, die Teilnahme an europäischen Wettbewerben sowie Spielerverkäufe langsam zu verbessern.

### Die Ära Ivan Savvidis (seit 2012)

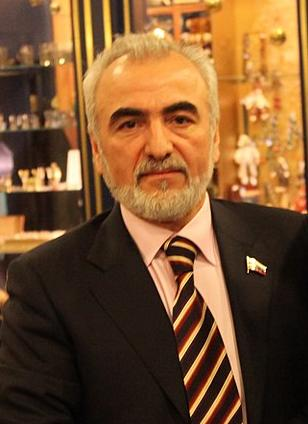
Der Russisch-griechische Unternehmer Ivan Savvidis ist seit 2012 der Eigentümer des Klubs

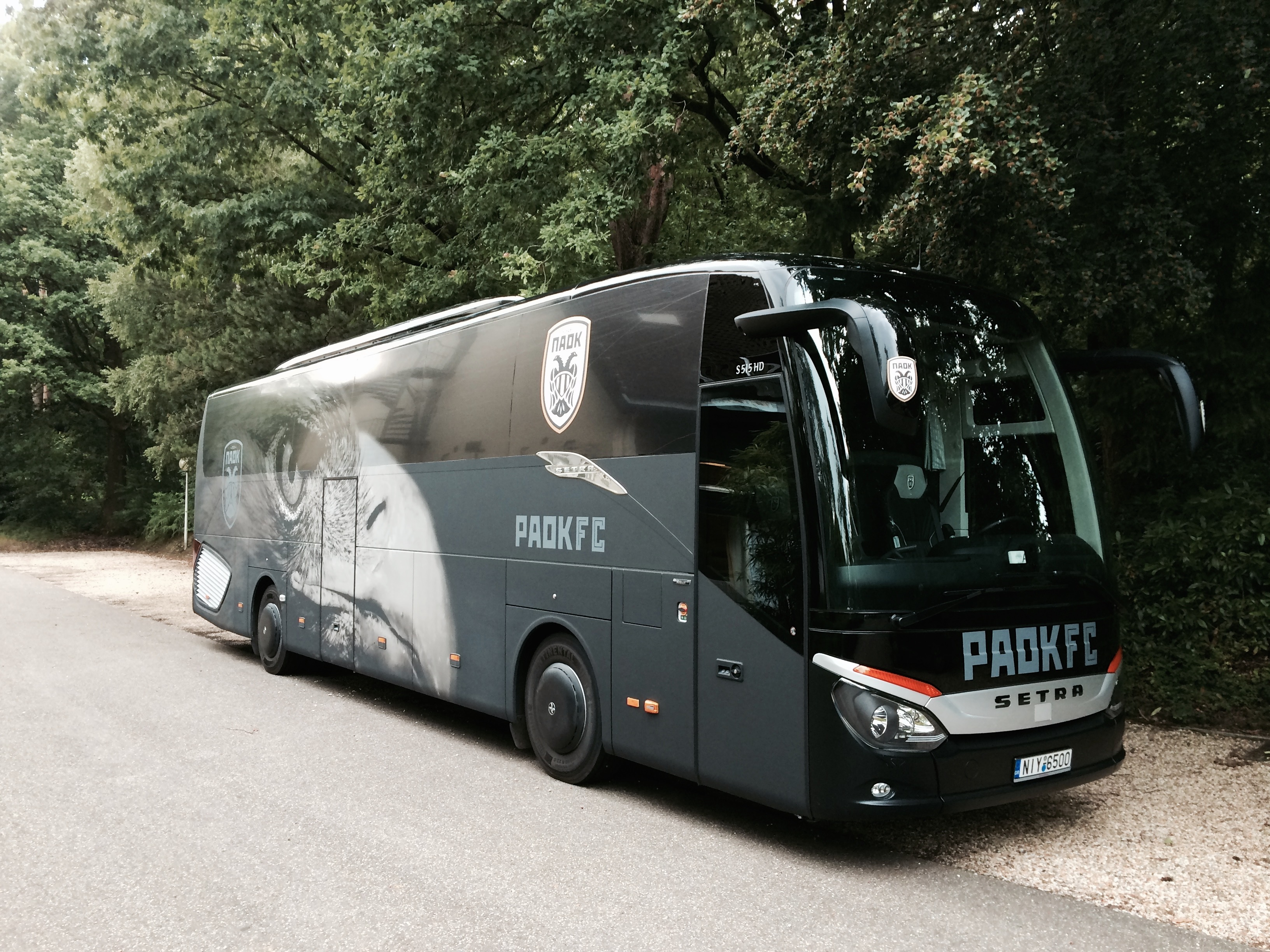
Der PAOK-Mannschaftsbus mit neuem Emblem aus dem Jahr 2014

Konsolidierung und Aufschwung (2012 bis 2016)
Der russisch-griechische Unternehmer Ivan Savvidis übernahm im Sommer 2012 nach langwierigen Verhandlungen die Mehrheit der Anteile. Er investierte direkt 10 Millionen Euro und gewährte dem Verein darüber hinaus ein Darlehen in Höhe von 2 Millionen Euro. Unter seiner Führung wurden die Spiel- und Stadionverhältnisse verbessert, als auch strukturelle Veränderungen getätigt. Das Emblem des Vereins wurde überarbeitet und dem digitalen Zeitalter angepasst. Auch der Mannschaftsbus wurde modernisiert. Im Toumba-Stadium wurde der V.I.P. Bereich mit Logen versehen und sowohl der ganze Umkleidetrakt, als auch der in die Jahre gekommenen Innenraum des Stadions modernisiert und aufgerüstet. Im Jahr 2015 profitierten Savvidis und der Klub von einem Gesetz der Regierung, wodurch die Zinsbelastungen alter Schulden erlassen wurden. Savvidis konnte die anfänglichen 11 Millionen Euro an Verbindlichkeiten direkt tilgen und den Klub somit schuldenfrei machen. Dadurch bekam der Verein mehr Freiräume für die Kaderplanung der Mannschaft und in der Saison 2015/16 konnten Transfers in Höhe von ca. 7 Millionen Euro getätigt werden. Ein Laden mit Fanartikeln befindet sich im Roten Haus, das ebenfalls Ivan Savvidis gehört.
Der Kampf um Titel und Meisterschaften (seit 2017)
In den beiden folgenden Spielzeiten wurde der Kader in Qualität und Breite verstärkt, so dass mit dem Sieg im griechischen Pokalwettbewerb 2016/17 der erste Erfolg unter Savvidis eingefahren werden konnte. Nach dem Weggang von Vladimir Ivić verpflichtete der Sportdirektor Ľuboš Micheľ im Juni 2017 den Serben Aleksandar Stanojevic als neuen Trainer. Nach nur 57 Tagen wurde Stanojevic beurlaubt und durch den Rumänen Răzvan Lucescu ersetzt, der bereits vor der Verpflichtung von Stanojevic im Verein als möglicher Kandidat gehandelt worden war. Im März 2018 sorgte Savvidis für Aufsehen, als er im Spiel gegen AEK Athen in der 89. Minute nach einem nicht gegebenen Abseitstor seiner Mannschaft mit einer Pistole am Gürtel auf das Spielfeld lief, den Schiedsrichter bedrohte und so für einen Abbruch der Partie sorgte. Hierfür wurde er zu einer Geldstrafe und drei Jahren Stadionverbot verurteilt. PAOK wurde mit Punktabzügen bestraft: drei Punkte in der laufenden Meisterschaft, zwei Punkte in der kommenden Saison 2018/19. Am Ende der Spielzeit 2017/18 stand PAOK letztendlich auf dem zweiten Platz der Liga und konnte zum zweiten Mal in Folge den griechischen Pokal gewinnen. Im Olympiastadion Athen gewann der Klub das Finale gegen den AEK Athen mit 2:0 und konnte somit die Saison trotz der verpassten Meisterschaft noch erfolgreich abschließen. Der nächste Pokalsieg folgte in der Saison 2020/21 erneut im Olympiastadion in Athen und zwei Jahre nach dem ersten Double. Diesmal entschied ein Treffer von Michal Krmenčík das Finale gegen Olympiakos zum 2:1. In den Play-offs derselben Spielzeit erreichte das Team den zweiten Platz und somit erstmals die Qualifikation für die neugegründete UEFA Europa Conference League. In der Saison 2023/24 kam es unter einer spannenden Konstellation am letzten Spieltag der Play-offs, gegen den Erzrivalen Aris Thessaloniki und in dessen Heimstadion, zu einem Sieg und damit zum Gewinn der Meisterschaft. Diese wurde am selben Abend im heimischen Toumba Stadium gefeiert und im Anschluss mit einem Buskorso bis zum Weißen Turm Platz fortgesetzt.
Das Double der Unbesiegbaren
In der Saison 2018/19 wurde der Kader weiter verbessert. Man konnte sich die Dienste des schwedischen Nationalspielers Pontus Wernbloom sichern und tätigte in der Winterpause mit der Verpflichtung des Isländers Sverrir Ingi Ingason den bis dato teuersten Einkauf in der Geschichte des Klubs. Weiter wurde die erfahrene Mannschaft um Kapitän Vieirinha durch die Leihe des Portugiesen Sergio Oliveira und Eingliederung von Talenten wie Chuba Akpom, Karol Swiderski und Leo Jaba in Hinblick auf die laufende Meisterschaft verstärkt. Daraus resultierte die erste Meisterschaft nach 34 Jahren. Einen Spieltag vor Ende der regulären Spielzeit sicherte sich PAOK im Spiel gegen Levadiakos mit einem 5:0-Sieg die Meisterschaft. Die anschließende Meisterfeier im Stadion wurde mit einer Pyro- und Lichtshow durchgeführt und mit einem Autokorso durch die Stadt friedlich fortgesetzt. Da man zu Beginn der Spielzeit mit zwei Punkten Abzug starten musste und ungeschlagen Meister wurde, ist es als die bis dato beste Mannschaftsleistung eines Klubs in der Geschichte der Super League eingegangen. Damit hat PAOK den Rekord aus dem Jahr 1964, als Panathinaikos Athen unbesiegt Meister wurde, nicht nur eingestellt, sondern übertroffen, da man im Gesamtergebnis 26 Siege und 4 Unentschieden aufweisen konnte. Der bisherige Rekordhalter Panathinaikos konnte in der Saison 1963/64 24 Siege und 6 Unentschieden aufweisen. Das Pokalfinale bestritt man erneut, und zum dritten Mal in Folge, gegen AEK Athen. Durch einen Treffer von Chuba Akpom konnte man den dritten Pokalsieg in Folge feiern und damit das erste Double der Vereinsgeschichte sichern. Damit ist das Team der Saison 2018/19 das erfolgreichste der Klubgeschichte und wurde von Fans und Presse als „The Invincibles“ (deutsch: Die Unbesiegbaren) betitelt und gefeiert.

## Erfolge/Titel
- Griechischer Meister (4×): 1976, 1985, 2019, 2024
- Griechischer Pokalsieger (8×): 1972, 1974, 2001, 2003, 2017, 2018, 2019, 2021
- Thessaloniki Stadtmeisterschaft (6×): 1937, 1948, 1950, 1954, 1955, 1956, 1957
- Greater Greece Cup (1×): 1973
- Griechischer Amateur Meister (1×): 1986
- Griechischer Amateurpokal (1×): 1975
- Jugendabteilungen (17×):
  - U-19 Superleague Griechischer Meister (7×): 2003, 2007, 2014, 2018, 2019, 2020, 2021
  - U-17 Superleague Griechischer Meister (4×): 2013, 2016, 2020, 2022
  - U-15 Superleague Griechischer Meister (3×): 2015, 2017, 2019
  - Griechischer Jugendmeister (4×): 1934, 1969, 1973, 1979

## Europäische Wettbewerbe

### Messestädte-Pokal (Coupe des Villes de foire)
In den Jahren 1965/66, 1967/68 und 1970/71 nahm PAOK am Coupe des villes de foire teil.
Bei allen drei Teilnahmen schied der Klub jedoch bereits in der ersten Runde aus: 1965 wurde man vom Wiener Sport-Club bezwungen, 1967 unterlag man zweimal dem RFC Lüttich und im Jahr 1970 musste man sich Dynamo Bukarest geschlagen geben.

### Europapokal der Pokalsieger
Die erste Teilnahme als Vertreter des griechischen Pokalwettbewerbs erfolgte in der Saison 1972/73. Dort schied man gegen Rapid Wien nach zwei Unentschieden aus. Das Hinspiel fand am 13. September 1972 in Wien statt und endete 0:0, das Rückspiel 14 Tage später endete 2:2. Anhand der mehr geschossenen Auswärtstore kam Wien eine Runde weiter. Die zweite Teilnahme in der Saison 1973/74 verlief erfolgreicher. Hier musste PAOK gegen Legia Warschau antreten und erspielte sich auswärts ein 1:1-Unentschieden. Das Rückspiel in Thessaloniki wurde mit 1:0 gewonnen und somit zum ersten Mal die zweite Runde im Wettbewerb erreicht. Dort traf man auf Olympique Lyon, gegen die man am 24. Oktober 1973 auswärts ein 3:3 schaffte. Im Rückspiel siegte PAOK zuhause mit 4:0, was den Einzug ins Viertelfinale des Wettbewerbs bedeutete. Am 13. März 1973 verlor man gegen den AC Mailand 3:0 im Giuseppe-Meazza-Stadion. Das Rückspiel endete 2:2 und PAOK schied aus dem Turnier aus.
In der Folgesaison 1974/75 spielte PAOK in der ersten Runde des Wettbewerbs gegen FK Roter Stern Belgrad. Das Heimspiel wurde mit 1:0 gewonnen, das Rückspiel ging mit 0:2 in der Nachspielzeit verloren. In der Saison 1977/78 erfolgte die vierte Teilnahme. In der ersten Runde der Saison 1977/78 wurde Zagłębie Sosnowiec zweimal mit 2:0 besiegt. In der zweiten Runde schied PAOK nach einer 3:0-Niederlage im Hinspiel und einem 2:1-Sieg im Rückspiel gegen den dänischen Verein Vejle BK aus. 1978/79 gewann PAOK zwar das Heimspiel gegen Servette FC Genf mit 2:0, verlor jedoch in der Schweiz mit 4:0 und schied aus. In der Saison 1981/82 hieß der Gegner Eintracht Frankfurt, gegen den man im Waldstadion mit 2:0 verlor. PAOK konnte aber das Rückspiel 2:0 gewinnen, somit kam es zur Entscheidung im Elfmeterschießen, welches die Griechen mit einem Endergebnis von 4:5 verloren.

### UEFA-Pokal
1975–1990
Die erste Teilnahme am UEFA Cup erfolgte in der Saison 1975/76. Unter der Führung der ungarischen Trainerlegende Gyula Lorant besiegte PAOK den FC Barcelona um Johan Cruyff im heimischen Toumba-Stadion vor einer Kulisse von ca. 45.000 Zuschauern. Das Rückspiel ging jedoch verloren. In der Saison 1982/83 schied man erneut in der ersten Runde gegen den französischen FC Sochaux-Montbeliard aus.
Im Folgejahr musste PAOK gegen den FC Bayern München mit der damaligen Starmannschaft um Klaus Augenthaler, Sören Lerby und Karl-Heinz Rummenigge antreten. Im Hinspiel am 19. Oktober 1983 konnte im Toumba-Stadion ein 0:0 errungen werden. Das Rückspiel ging in die Geschichtsbücher ein, als PAOK am 2. November 1983 im Münchner Olympiastadion ebenfalls ein 0:0 erreichte und sich erst nach einem dramatischen Elfmeterschießen mit 9:8 geschlagen geben musste.
In der Saison 1988/89 unterlag man Diego Armando Maradona mit seinem SSC Neapel im Hinspiel in Neapel nur knapp mit 1:0. Das Rückspiel fand am 21. September 1988 statt und endete mit einem 1:1-Unentschieden, was durchaus als Erfolg gewertet werden konnte.
1990–2000
In der Saison 1990/91 traf PAOK auf den FC Sevilla, welcher sich am Ende im Elfmeterschießen mit einem 3:4 durchsetzen konnte. In der ersten Runde der Saison 1991/92 schlug PAOK die belgische Mannschaft KV Mechelen und zog somit in die zweite Runde des UEFA-Pokals ein. Dort schied man allerdings gegen Tirol Innsbruck aus.
Eine schwarze Stunde der Klubgeschichte folgte im Jahr 1992/93 gegen Paris St. Germain. Im Hinspiel war PAOK ab der 63. Minute zu zehnt und verlor gegen die Mannschaft um George Weah und David Ginola mit 2:0. Das Rückspiel musste aufgrund schwerer Ausschreitungen abgebrochen werden und wurde mit 0:3 für Paris gewertet. PAOK erhielt eine Strafe der UEFA, woraufhin der Klub zwei Jahre von der Teilnahme am Wettbewerb ausgeschlossen wurde und danach erst wieder in der Saison 1997/98 teilnahm.
Dort musste PAOK in der Qualifikationsrunde gegen Spartak Trnava spielen. Im Hinspiel konnte die Mannschaft nach einer roten Karte gegen Spyros Marangos einen 0:3-Rückstand zu einem 5:3 drehen, im Rückspiel traf Theodoros Zagorakis zum 0:1-Endstand, der PAOK nach längerer Abstinenz wieder in die erste Runde einziehen ließ.
Dort traf man auf Arsenal London mit Trainer Arsène Wenger. Am 16. September 1997 gewann PAOK das Hinspiel im Toumba-Stadion mit 1:0 durch ein Tor von Kostas Frantzeskos. Im Rückspiel am 30. September 1997 im Highbury sicherte Zysis Vryzas mit seinem Treffer in den letzten Minuten des Spiels ein 1:1-Unentschieden und damit das Weiterkommen. In der 2. Runde des UEFA-Pokals schied man unter dem Trainer Angelos Anastasiadis gegen Athletico Madrid nach zwei torreichen Spielen aus.
In der Saison 1998/99 war nach der ersten Runde gegen die Glasgow Rangers Schluss.
Das 7:0 gegen Lokomotive Tiflis in der ersten Runde der Saison 1999/2000 war der höchste Sieg im UEFA-Pokal sowie in der Geschichte des Klubs. Allerdings schied PAOK anschließend gegen Benfica Lissabon in der zweiten Runde aus.
2000–2006
In der Folgesaison konnte PAOK nach Siegen gegen Beitar Jerusalem sowie Udinese Calcio bis in die dritte Runde des Wettbewerbs vorstoßen, musste sich dann aber gegen den PSV Eindhoven geschlagen geben. Von 2001 bis 2003 erreichte man stets die dritte Runde des Wettbewerbs.
Im Sommer 2005 kam der „verlorene Sohn“ von PAOK, Theodoros Zagorakis (Kapitän der griechischen Nationalmannschaft beim EM-Titel 2004), aus Italien vom FC Bologna zurück, um in Thessaloniki seine Karriere fortzusetzen und ebenda zu beenden. Zagorakis erreichte mit seinem Team in der Saison 2005/06 die Gruppenphase, wurde dort jedoch nur Vierter. Danach bestritt er keine Partien im UEFA-Pokal mehr. Zagorakis' Spiele in diesem Wettbewerb brachten ihm über die Jahre viel Anerkennung, da er in großen Spielen oft eine wichtige Rolle einnahm.

### UEFA Europa League
Die erste Teilnahme an der UEFA Europa League war für PAOK im Jahr 2009/2010, in der man sich in der Play-off-Runde gegen den SC Heerenveen geschlagen geben musste.

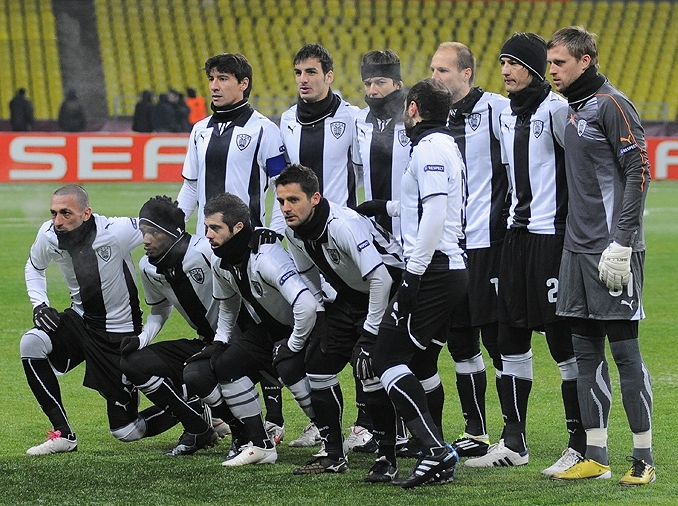
PAOK in der Europa League gegen ZSKA Moskau in der Runde der besten 32 Teams

Nachdem man sich in der Saison 2010/11 nicht für die Champions League qualifizieren konnte, gewann man in den Play-offs zur Europa League gegen Fenerbahçe Istanbul, wodurch PAOK in die Gruppenphase der UEFA Europa League einzog. Dort wurde hinter dem FC Villarreal und vor Dinamo Zagreb sowie dem FC Brügge der zweite Tabellenplatz erreicht. Gegen ZSKA Moskau war dann in der Zwischenrunde Schluss.
Die Saison 2011/12 begann die Mannschaft nach Platz 4 in der Meisterschaft und Platz 2 in den Super League Play-offs in der Europa-League-Qualifikationsrunde, wo PAOK gegen Vålerenga Oslo (Qualifikationsrunde 3) und Karpaty Lemberg (Play-offs) gewann und sich die erneute Teilnahme sicherte. Die Gruppenphase beendete die Mannschaft als Gruppensieger, verlor dann aber gegen Udinese Calcio.
In der Saison 2012/13 nahm PAOK nicht an der Gruppenphase der UEFA Europa League teil, da das Team in der Play-off-Runde mit 2:1 und 0:3 am SK Rapid Wien scheiterte. In der Saison 2013/14 qualifizierte man sich direkt für die Gruppenphase und musste nicht über die dritte Qualifikationsrunde gehen. PAOK erreichte erneut die Runde der 32 besten Teams, wo man sich jedoch Benfica Lissabon geschlagen geben musste.
In der Folgesaison kam man nicht über die Gruppenphase hinaus und schied vorzeitig aus. 2015/16 ging man durch die zweite und dritte Qualifikationsrunde, bevor man in der Gruppe zu FK Qəbələ, Krasnodar sowie Borussia Dortmund gelost wurde. Man erreichte nicht die nächste Runde, konnte aber einen Achtungserfolg gegen Dortmund erringen, indem man einen 0:1-Auswärtssieg im Westfalenstadion erzielen konnte.
In der Saison 2016/17 und nach dem Ausscheiden aus der Champions-League-Qualifikation erreichte man nach dem Sieg gegen Dynamo Tiflis die Gruppenphase der Europa League. Man konnte sich als Zweiter hinter dem AC Florenz für die nächste Runde qualifizieren. In der Runde der besten 16 verlor PAOK jedoch zu Hause das Hinspiel gegen den FC Schalke 04 und schied im Rückspiel in der Veltins-Arena mit einem 1:1 aus.
Ein Jahr später, 2017/18, traf man in der ersten Qualifikationsrunde auf Olympik Donetsk, die man in zwei Spielen besiegen konnte. In der nächsten Qualifikationsrunde und nach dem Einzug in die Gruppenphase der Europa League traf man auf Östersund FK. Das Hinspiel wurde daheim mit 3:1 gewonnen. Eine große Enttäuschung erfolgte beim Rückspiel in Schweden. Das Team schied mit einem 2:0 durch die Heimmannschaft unerwartet aus.
Nach dem Ausscheiden in den Play-offs der Champions League 2018/19 gegen Benfica Lissabon wurde der Klub in die Gruppe L der Europa League 2018/19 gelost und bekam damit FC Chelsea, Bate Borisov und Vidi FC als Mitstreiter.
In der Spielzeit 2020/21 bekam der Klub in der Gruppe E die Gegner Omonia Nikosia, PSV Eindhoven und FC Granada zugelost.
Nach dem Ausscheiden aus den Champions League Qualifikationsrunden für die Saison 2024/25 wurde man für die Play-off Runde zur Europa League Shamrock Rovers zugelost, gegen die man sich durchsetzen und qualifizieren konnte. Erstmals seit der Saison 2020/21 erreichte PAOK somit wieder die Gruppenphase des Wettbewerbs. Man überstand die Gruppenphase und bekam in den Play-offs Steaua Bukarest zugelost.

### UEFA Conference League
PAOK hatte sich in der ersten Saison im Spieljahr 2021/22 des neugegründeten Wettbewerbs, über zwei Qualifikationsrunden, für die Teilnahme an der Gruppenphase qualifiziert. Gegen die Bohemians aus Dublin und gegen HNK Rijeka konnte man sich in Hin- und Rückspiel durchsetzen. In der Gruppe F traf man auf ŠK Slovan Bratislava, FC Kopenhagen und Lincoln Red Imps FC aus Gibraltar. Als Gruppenzweiter qualifizierte man sich für die Zwischenrunde, in welcher der FC Midtjylland in Hin- und Rückspiel besiegt werden konnte. In der Runde der besten 16 Mannschaften des Turniers wurde KAA Gent zugelost. Nachdem man sich in Hin- und Rückspiel gegen KAA Gent durchsetzen konnte, bekam man für das Viertelfinale Olympique Marseille zugelost. Dieses Duell verlor man jedoch und schied nach dem Viertelfinale aus.
In der Saison 2022/23 scheiterte PAOK in der Conference League-Qualifikation an Levski Sofia nach einem 0:2 im Auswärtsspiel und einem 1:1 im Heimspiel und schied damit bereits in der zweiten Qualifikationsrunde aus.
In der Saison 2023/24 setzte sich PAOK in der Qualifikation gegen Beitar Jerusalem, Hajduk Split und Hearts of Midlothian durch. In weiterer Folge wurde man zusammen mit HJK Helsinki, Aberdeen und Eintracht Frankfurt der Gruppe G zugelost, in der anschließend der Gruppensieg gelang. Im Achtelfinale wurde Dinamo Zagreb zugelost, das im Hinspiel mit 2:0 siegte. PAOK drehte diesen Rückstand aber zuhause mit 5:1 und stand gegen den FC Brügge im Viertelfinale. Im Viertelfinale verlor PAOK und schied aus dem Turnier aus.

### UEFA Champions League / Europapokal der Landesmeister
Europapokal der Landesmeister
PAOK qualifizierte sich für diesen Wettbewerb das erste Mal nach dem Gewinn der Meisterschaft 1976. In der Austragung 1976/77 traf man auf den zypriotischen Vertreter Omonia Nikosia. Das Auswärtsspiel wurde mit 2:0 gewonnen. Das erste Tor für den Verein in diesem Wettbewerb schoss Georgios Koudas in der 34. Minute des Spiels. Das Rückspiel im Toumba-Stadion unter Trainer Branko Stanković endete 1:1. PAOK zog damit in die zweite Runde des Turniers ein. Dort traf man auf den sowjetischen Vertreter Dynamo Kiew, welcher sich gegen PAOK vor heimischer Kulisse souverän mit 4:0 durchsetzte. Auch das Spiel in Thessaloniki gewann Kiew, so dass PAOK ausschied.
Die zweite und letzte Teilnahme an diesem Wettbewerb erfolgte in der Saison 1985/86. Hier traf man auf den italienischen Klub Hellas Verona, welcher das erste Spiel mit 3:1 für sich entscheiden konnte. PAOK verlor auch das Rückspiel gegen den favorisierten italienischen Vertreter und schied aus.
UEFA Champions League Qualifikationsrunden
In der Saison 2004/05 musste man sich gegen Maccabi Tel Aviv zur Qualifikation für die Champions League aufgrund eines Formfehlers bei der Einwechslung eines nicht spielberechtigten Spielers mit einer 3:0-Wertung des Spiels für den Gegner abfinden und verpasste somit die Qualifikation.
Im Jahr 2010/11 erreichte die Mannschaft als Meisterschaftsdritter (und Play-off-Sieger) die Qualifikation zur UEFA Champions League, in der sie knapp an Ajax Amsterdam in der dritten Qualifikationsrunde scheiterte. Man spielte im Hin- und Rückspiel jeweils unentschieden, so dass die geschossenen Auswärtstore für Ajax Amsterdam die Qualifikation entschieden.

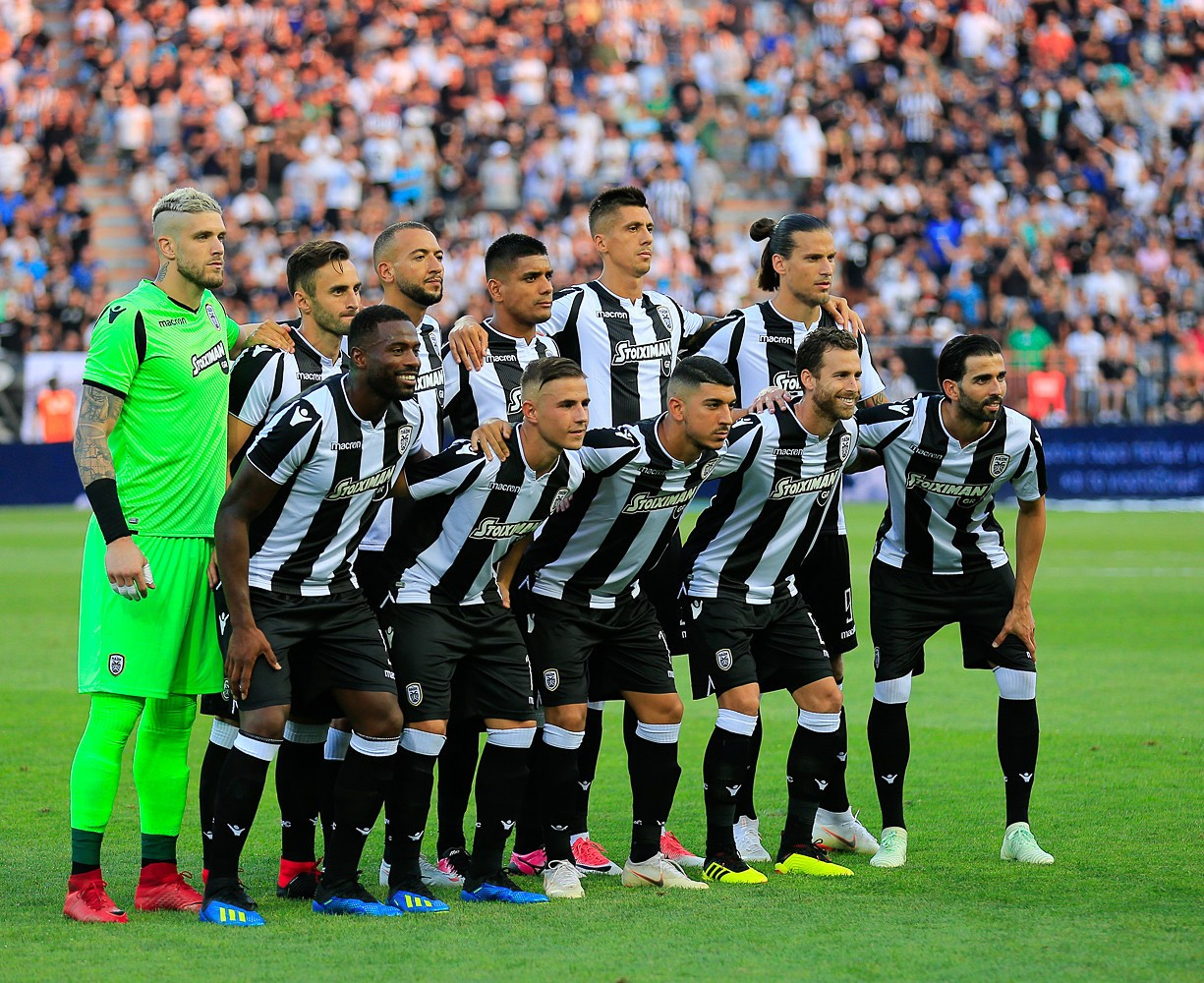
Die Elf von PAOK im August 2018 gegen Spartak Moskau in der Otkrytije Arena

PAOK wurde in der Saison 2012/13 griechischer Vizemeister und qualifizierte sich so für die dritte Runde der Qualifikationsspiele zur Champions League für die Saison 2013/14. Dort traf PAOK auf den ukrainischen Vize-Meister Metalist Charkiw, gegen den die UEFA wegen eines Manipulationsskandals aus dem Jahr 2008 Ermittlungen eingeleitet hatte. Saloniki schied nach einem 0:2 und 1:1 aus dem Wettbewerb aus. Wenige Tage später schloss die UEFA jedoch Metalist aufgrund der Manipulation aus allen europäischen Wettbewerben aus, wodurch Saloniki in die Champions-League-Play-off-Runde nachrücken durfte. Sie trafen auf den FC Schalke 04. PAOK konnte im Hinspiel ein 1:1 erreichen. Das Rückspiel verlor man jedoch zuhause mit 2:3 durch ein Tor in der Nachspielzeit von Ádám Szalai.
In der Saison 2016/17 erreichte man die Qualifikation zur Champions League und spielte wie schon in der Saison 2010/11 gegen Ajax Amsterdam. Auch diesmal schafft man es nicht, sich durchzusetzen und Ajax konnte sich für die Playoffs qualifizieren.
In der Saison 2018/19 traf man auf den FC Basel. Das Hinspiel entschied man im Toumba-Stadion mit 2:1 für sich und ging mit dem Ergebnis in den St. Jakob-Park nach Basel. Dort sicherte man mit einem 0:3 die Qualifikation für die dritte Runde. Die Qualifikation zu den Play-offs zur Teilnahme an der Champions League sollte mit Spartak Moskau ausgefochten werden. Das Hinspiel gewann PAOK mit einem 3:2, das Rückspiel in der Otkrytije Arena in Moskau ging 0:0 aus, womit man sich für die Play-offs qualifizierte. Für die Play-offs, und damit die letzte Qualifikationsrunde, wurde Benfica Lissabon als Gegner ausgelost. Das erste Spiel fand im Estádio da Luz statt. Auf ein Unentschieden in Lissabon folgte eine Heimniederlage, so dass der Klub erneut den Einzug in die höchste europäische Spielklasse verpasste und somit für die Saison 2018/19 im Lostopf der Europa League landete.
In der Saison 2019/20 unterlag PAOK erneut gegen Ajax Amsterdam in zwei Spielen und konnte nicht in die Gruppenphase der Champions League einziehen.
In der Saison 2020/21 musste der Klub drei Qualifikationsrunden spielen, um in die Gruppenphase der Champions League zu gelangen. Infolge der Terminverschiebungen durch die COVID-19-Pandemie fand in diesen Runden jeweils nur ein Spiel, und nicht wie üblich ein Hin- und Rückspiel, statt. Der erste Gegner Beşiktaş Istanbul konnte zu Hause mit 3:1 besiegt werden. In der nächsten Runde traf man erneut auf Benfica Lissabon. In Thessaloniki setzte man sich diesmal mit 2:1 durch und erreichte damit die Play-offs zur Champions League. In den Play-offs bekam man es mit FK Krasnodar zu tun. Diesmal verlor man das Hin- und Rückspiel und zog somit erneut nicht in die Champions League ein.
In der Saison 2024/25 konnte man sich gegen FK Borac Banja Luka für die dritte Qualifikationsrunde durchsetzen, verpasste jedoch in zwei Spielen gegen Malmö FF den Einzug in die letzte Qualifikationsrunde zur Gruppenphase der Champions League.

## Der Kader der Saison 2025/26
(Stand 30. Juli 2025)
| 01 | Tschechien   | Jiri Pavlenka          | 14. April 1992 |
| 41 | Griechenland | Dimitrios Monastirlis  | 22. März 2004  |
| 54 | Griechenland | Konstantinos Balomenos | 11. März 2002  |
| 88 | Georgien     | Luka Gugeschaschwili   | 29. April 1999 |
| 99 | Griechenland | Antonis Tsiftsis       | 21. Juli 1999  |

| 03 | England      | Jonjoe Kenny           | 15. März 1997    |
| 05 | Griechenland | Giannis Michailidis    | 18. Februar 2000 |
| 06 | Kroatien     | Dejan Lovren           | 05. Juli 1989    |
| 16 | Polen        | Tomasz Kedziora        | 11. Juni 1994    |
| 21 | Ghana        | Abdul Rahman Baba      | 02. Juli 1994    |
| 23 | Spanien      | Joan Sastre            | 30. April 1997   |
| 32 | Schottland   | Greg Taylor            | 5. November 1997 |
| 33 | Griechenland | Dimitrios Tsopouroglou | 21. Juni 2002    |
| 90 | Griechenland | Dimitrios Kottas       | 14. Januar 2005  |
| 97 | Griechenland | Dimitrios Bataoulas    | 29. Mai 2007     |

| 02 | Guinea-a     | Mady Camara            | 28. Februar 1997  |
| 07 | Griechenland | Giannis Konstantelias  | 10. Mai 2003      |
| 08 | Frankreich   | Soualiho Meite         | 17. März 1994     |
| 10 | Griechenland | Dimitris Pelkas        | 26. Oktober 1993  |
| 25 | Griechenland | Konstantinos Thymianis | 28. Februar 2001  |
| 27 | Russland     | Magomed Osdojew        | 05. November 1992 |
|    | Osterreich   | Thomas Murg            | 14. November 1994 |
|    | Portugal     | André Ricardo          | 23. August 2000   |

| 09 | Russland     | Fjodor Tschalow     | 10. April 1998    |
| 11 | Brasilien    | Taison              | 13. Januar 1988   |
| 14 | Serbien      | Andrija Živković    | 23. Dezember 1992 |
| 18 | Kroatien     | Luka Ivanušec       | 26. November 1998 |
| 39 | Griechenland | Dimitrios Berdos    | 27. Mai 2008      |
| 43 | Spanien      | Mahamadou Balde     | 30. Januar 2007   |
| 47 | England      | Shola Shoretire     | 02. Februar 2004  |
| 52 | Griechenland | Dimitrios Chatsidis | 14. Juni 2006     |
| 56 | Griechenland | Anestis Mythou      | 22. Mai 2007      |
| 77 | Bulgarien    | Kiril Despodow      | 11. November 1996 |

## Spielstätten

### Das Syntrivani-Stadion (1929–1959)

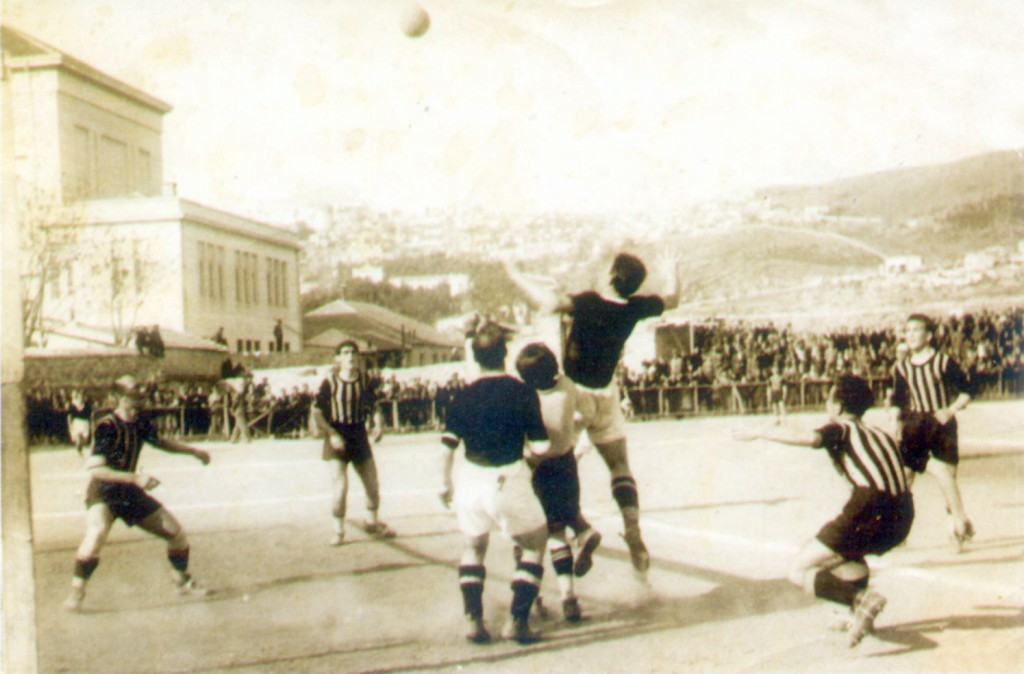
PAOK im Syntrivani Stadion, der ersten Heimarena

Die erste Spielstätte des Klubs war das Syntrivani-Stadion (Γήπεδο Συντριβανίου), welches er sich anfangs mit A.E.K. Thessaloniki teilte. Das Stadion befand sich am heutigen Standort der Theologischen Fakultät der Aristoteles-Universität. Die Grundsteinlegung erfolgte am 12. Dezember 1929, obwohl der Platz bereits von der Leichtathletikabteilung von AEK Thessaloniki im Jahr 1928 eingeweiht wurde. Das erste Spiel im fertiggestellten Stadion absolvierte PAOK gegen Iraklis Thessaloniki am 5. Juni 1932, PAOK gewann mit 3:2. Am 17. Juli 1952 wurden bei einer Partie gegen Panionios Athen zum ersten Mal Flutlichtmasten eingesetzt. Das letzte offizielle Spiel bestritt PAOK am 31. Mai 1959 und zog anschließend in das neu erbaute Toumba-Stadion um. Bis in die 1960er Jahre fanden im Syntrivani-Stadion Freundschaftsspiele und Trainingseinheiten statt.

### Toumba-Stadion (1959–heute)

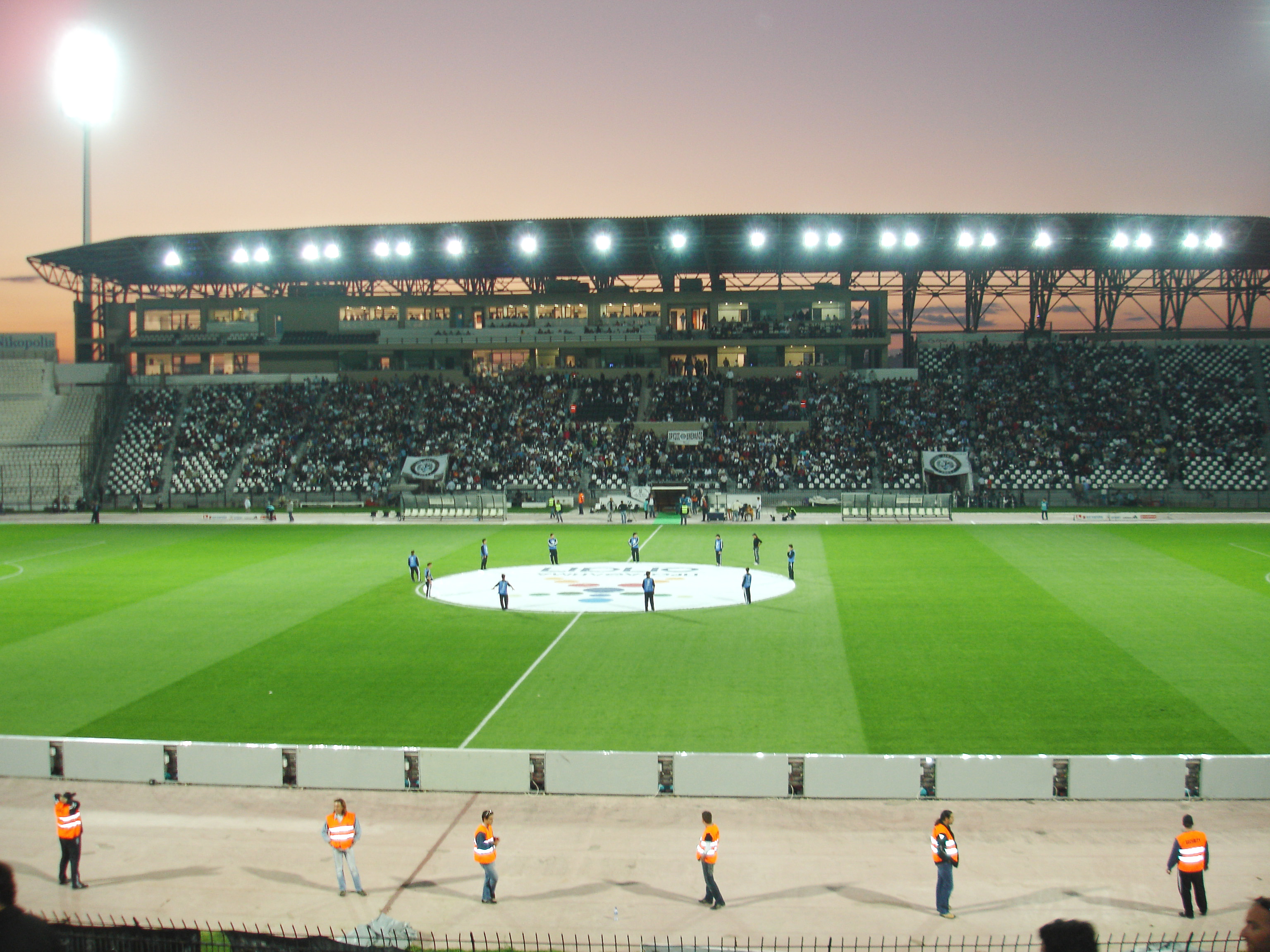
Die Haupttribüne des Toumba Stadions

Seit der Eröffnung des Stadions am 6. September 1959 mit einem Freundschaftsspiel gegen den AEK Athen trägt PAOK hier seine Heimspiele aus.

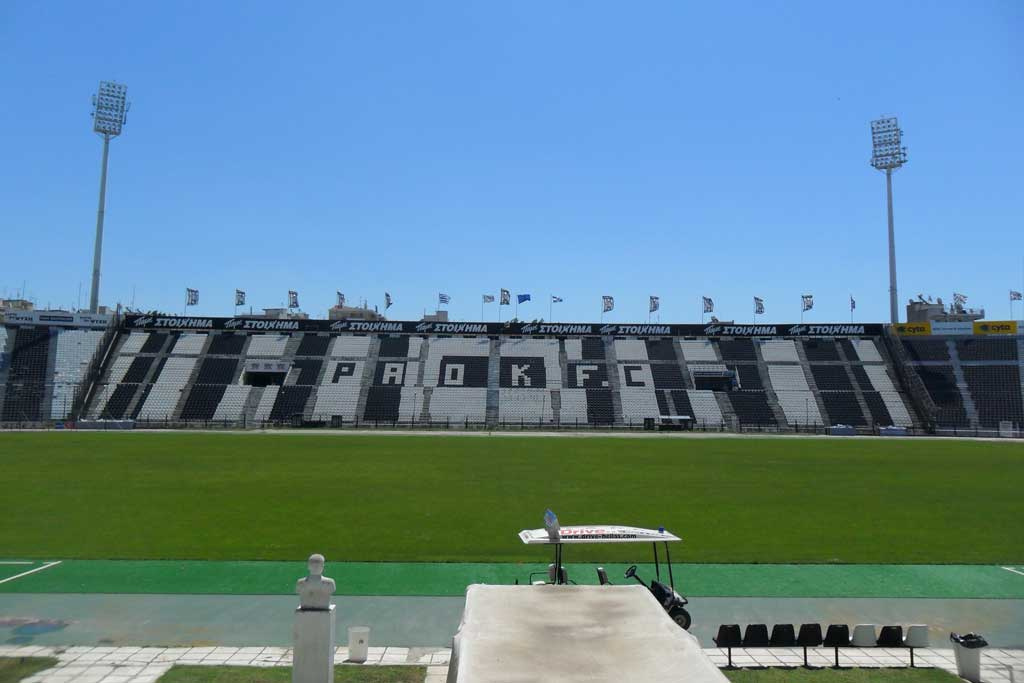
Die Gegengerade des Toumba Stadions

Die Kapazität des Stadions belief sich bis 1998 auf 45.000 Stehplätze. Dann wurden Sitze eingebaut, was die Kapazität auf 32.000 Plätze reduzierte. Die Einführung von Sicherheitszonen im Jahr 2000 ließen die Kapazität auf die jetzige Anzahl von 28.701 Plätzen sinken.
Das Stadion wurde für die Olympischen Sommerspiele 2004 renoviert und war als Trainingsgelände vorgesehen.
Am 19. Dezember 1976 erreichte man einen bis heute gültigen Rekord von 45.252 Zuschauern, welche das Spiel PAOK gegen A.E.K. Athen sahen.

### Nea Toumba
Bereits bei der Übernahme dachte der Besitzer des Klubs, Ivan Savvidis, an eine moderne Arena, die besser an die modernen Bedürfnissen des Fußballs angepasst sei. Die ersten Pläne wurden im Jahr 2016 in Auftrag gegeben, außerdem wurde eine sogenannte „Task Force“ eingerichtet, die sich mit dem Bau der neuen Arena beschäftigen sollte. Nachdem kein Grundstück für den Neubau am Stadtrand gefunden werden konnte, beschloss man stattdessen, das alte Toumba-Stadion durch einen Neubau an derselben Stelle zu ersetzen. Das Parlament, als auch lokale Politiker wie der damalige Bürgermeister Giannis Boutaris und die Präfektur, bekundeten Interesse und deren Unterstützung. Das umliegende Gelände gehörte ursprünglich dem griechischen Militär, wurde aber vom damaligen Verteidigungsminister Panos Kammenos für 100 Jahre an PAOK zu einem symbolischen Betrag von 1 Euro verliehen. Im Sommer und Herbst 2019 erfolgten weitere Anträge und Planungsgespräche mit den städtischen Verwaltungsräten und der Präfektur, sowie Gespräche mit dem Ministerpräsidenten Kyriakos Mitsotakis und dem zuständigen Minister Elefterios Avgenakis.
Aktuell sind eine Kapazität von 41.926 Plätzen, eine Zahl, die das Gründungsjahr symbolisch einfassen soll, eine bessere Verkehrsanbindung und mehr Parkplätze geplant. Weiterhin sollen Shops, Gastronomie, Logen und das Vereinsmuseum in den Stadionneubau integriert werden. Während der Bauphase, die auf vier Jahre ausgerichtet ist, soll der Klub im benachbarten Kaftantzoglio-Stadion seine Heimspiele ausrichten.

### Das Trainingszentrum (seit 2011)
Das PAOK Sport Center liegt in Nea Mesimvria in der Gemeinde Chalkidona. Das Projekt wurde während der Präsidentschaft von Theodoros Zagorakis begonnen, das erste Training absolvierte die Profimannschaft nach einer Fertigstellungszeit von vier Jahren am 1. September 2011. Bis 2016 wurde das Gelände schrittweise erweitert.
Das Trainingszentrum bietet die Möglichkeit, auf einem Areal von 70.000 Quadratmetern auf sechs mit Flutlichtmasten beleuchteten Plätzen zu trainieren. Des Weiteren beinhaltet die Anlage Räume für Physiotherapie, Kryotherapie, Krafttraining sowie Büroräume für das Trainerteam und eine Bar.

## Freundschaften und Rivalitäten

### Freundschaften
Partizan Belgrad

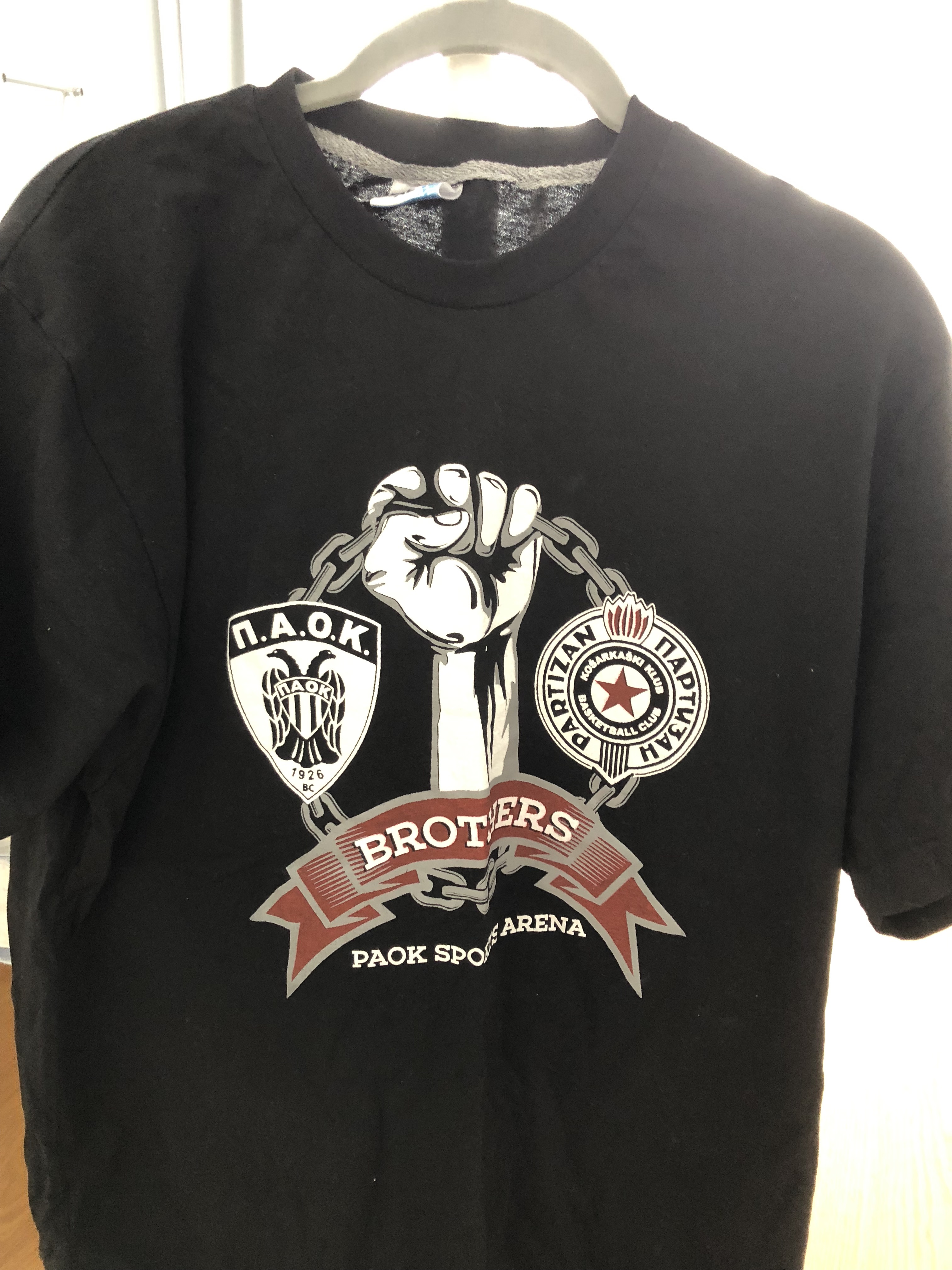
PAOK/Partizan Brothers-Fanfreundschaftsshirt

Es besteht eine enge Fanfreundschaft zu Partizan Belgrad, ein Leitspruch/Zitat der Partizan-Fans lautet: Partizan Beograd & PAOK Saloniki iste boje – ista vera (deutsch: Partizan Belgrad & PAOK Saloniki gleiche Farben – gleicher Glaube/gleiche Religion)
Mit dem gleichen Glauben, oder der gleichen Religion, wird auf den unter den meisten Griechen und Serben verbreiteten christlich-orthodoxen Glauben Bezug genommen. Des Öfteren sind PAOK-Fans, vor allem aus der Ultra Gruppierung GATE 4, in Belgrad zu sehen, umgekehrt sind auch Partizan-Fans, besonders deren Ultras, genannt Grobari (dt. „Die Totengräber“), in Thessaloniki zu Gast. Diese regen Besuche gelten besonders Basketballspielen von PAOK Thessaloniki.
Juventus Turin
Ein weiterer Klub, mit dem man eng in Verbindung steht, ist Juventus Turin, mit dem es seit 2013 eine offizielle Zusammenarbeit im Bereich der Jugendakademien gibt. Die Herleitung und Begründung liegt schlicht in den Vereinsfarben der beiden Klubs, welche Schwarz und Weiß sind. So fingen die PAOK Fans in den 1980er Jahren an, Trikots von Juventus zu tragen, so dass es so weit ging, dass die Fans von Juventus Turin dies auffingen und ihre Unterstützung für PAOK ebenfalls kundtaten.
ZSKA Moskau
Die jüngste der Fanfreundschaften ist die der Freundschaft mit dem russischen Klub ZSKA Moskau, welche sich in der Saison 2010/11 manifestierte, wo man gegeneinander im Europa-League-Play-off spielte.
OFI Kreta
Der einzige professionelle griechische Klub, mit dem PAOK-Fans freundschaftliche Verhältnisse pflegen, ist der Klub OFI Kreta. Man hat nicht nur gemeinsame Vereinsfarben, sondern auch in der Antipathie gegenüber den Klubs aus Attika ist man sich einig. Ein bekanntes Beispiel für die Freundschaft beider Anhängergemeinden ist der verstorbene Komponist und in Kreta geborene Liedermacher Manolis Rasoulis, der in einem Interview für das damalige Klubmagazin PAOK Embisteftiko erklärte, dass für ihn immer zuerst OFI und dann PAOK käme. Geboren sei er in der Nähe des OFI Stadions und leben würde er in der Nähe des Tumba Stadions, womit er die Möglichkeit besaß, die Spiele von PAOK im Stadion verfolgen zu können.
Apollon Pontou
Der ebenfalls in Thessaloniki beheimatete Verein vieler pontischer Griechen spielt im Stadtteil Kalamaria und zeigt die Freundschaft zu PAOK regelmäßig. Zum einen haben beide Vereine das Gründerdatum gemein und zum anderen können beide eine ähnliche Gründergeschichte aufweisen, was die beiden Vereine verbindet. Apollon Pontou wurde im Jahr 1926 durch Flüchtlinge aus dem Pontos am schwarzen Meer gegründet und hat sich, infolgedessen, von Apollon Kalamarias auf Apollon Pontou umbenannt. Seitdem ist die Verbindung zwischen den Anhängern enger geworden. Für das Pokalspiel im Oktober 2017 wurde anhand dieser Verbrüderung durch Apollon eine gemeinsame Fankurve initiiert.

### Rivalitäten

#### Die Stadtrivalen
Eine traditionsreiche Rivalität ist die gegen den Stadtrivalen Aris Thessaloniki, die jahrzehntelang zurückreicht und bei den Fans der beiden Klubs tief verwurzelt ist. Diese Rivalität wird auch auf Borussia Dortmund übertragen, womit Aris-Fans eine Fanfreundschaft pflegen. Auch zum Traditionsverein Iraklis Thessaloniki bestehen Feindseligkeiten, die oftmals ein hohes Maß an fanatischen Ausbrüchen zur Folge hat. Diese spielen sich allerdings, anders als bei der Rivalität mit Aris, auf einem reinen sportlichen Niveau ab, und erreicht nur die Anhängerschaften beider Vereine. So hat sich der Besitzer von PAOK, Ivan Savvidis, für eine finanzielle Unterstützung des Traditionsvereins ausgesprochen, als dieser Mitte 2017 in einer bedrohlichen finanziellen Situation stand.

#### Die Klubs aus Attika
Die Rivalität zu Olympiakos Piräus ist eine mit weitreichenderen Auswirkungen, denn diese ist oftmals politisch motiviert. Gegenstand der Kritik, die die Mehrheit der PAOK Fangruppierungen anbringen, ist die zentralistischen Regierung, die oftmals die großen Klubs aus Athen oder Piräus bevorzugt behandeln soll. Der Klub wurde sehr oft für das Fehlverhalten der Fans in den Heimspielen bestraft, meist durch Punktabzüge oder Geldstrafen.
Auch zu Panathinaikos Athen besteht eine Abneigung, auch wenn diese nicht so ausgeprägt gelebt wird wie die gegen den Klub aus Piräus. Trotzdem kam es in den Play-offs der Super League zur Qualifikation für die Qualifikationsrunde der Champions League im Mai 2017, unter aufgeheizter Stimmung, zum Wurf einer Bierdose, die Vladan Ivic, den Trainer von PAOK, am Kopf traf. Das Spiel wurde daraufhin abgebrochen und der Trainer ins Krankenhaus gebracht.

#### Internationale Rivalität
FC Schalke 04

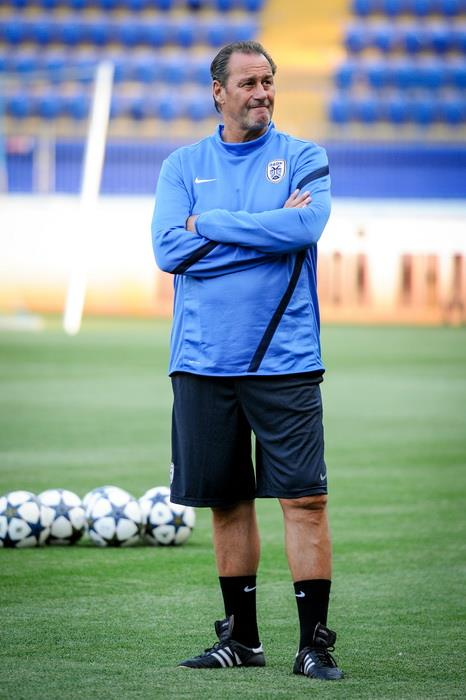
Huub Stevens trat als Trainer von PAOK gegen seinen Ex-Klub Schalke 04 in der Champions-League-Qualifikationsrunde 2012 an.

Eine weitere Rivalität besteht gegen den FC Schalke 04. Die Ultras der deutschen Mannschaft pflegen eine Freundschaft zu Vardar Skopje, die im ersten Aufeinandertreffen der beiden Klubs am 21. August 2013 auf Schalke mit der Fahne des Stern von Vergina die Fans von PAOK politisch, kulturell und geschichtlich provoziert haben, sodass PAOK-Anhänger mit der Stürmung der Nordkurve gedroht haben.
Im Rahmen dieses Champions-League-Qualifikationsspiels entfernte eine Hundertschaft der Polizei die Fahne aus dem Block der Nordkurve, wobei man rabiat gegen die Schalke-Anhänger sowie einige Ultras aus Skopje vorging. Dieser Einsatz führte zu einer monatelangen Kontroverse zwischen der Polizei Nordrhein-Westfalens, dem damaligen Innenminister Ralf Jäger und Schalke 04.
Schalke und PAOK wurden einander 2016/17 in der Europa League erneut zugelost. Das Hinspiel erfolgte am 16. Februar 2017, bei dem zunächst die Gelsenkirchener nach Thessaloniki mussten. Dort sorgten Schalke-Ultras schon vor dem Spiel für schwere Ausschreitungen, sodass die Polizei massiv Tränengas einsetzen musste. Mindestens ein Schalke-Anhänger musste in Gewahrsam genommen werden.
Beim Rückspiel am 22. Februar 2017, welches durch die Polizei von NRW im Vorfeld als „Hochrisikospiel“ eingestuft wurde, wurde durch die Gelsenkirchener Ultras und unter Beteiligung der Anhänger von Skopje erneut mit dem Symbol des Sterns von Vergina provoziert. Dieses Symbol wird durch die Nationalisten Nordmazedoniens als Symbol der eigenen Expansionswünsche verwendet. Da diesmal sowohl die Polizei als auch die Fans von PAOK besser vorbereitet waren, ließen sie diese wiederholte Provokation abprallen und blieben ruhig.

## Jugendförderung
PAOK-Academy-Programm
Durch das Programm „PAOK-Academy“, welches der Klub seit vielen Jahren sowohl landesweit aber auch international betreibt, kooperiert der Verein mit Klubs, die potentielle Lieferanten von Talenten und jungen Fußballern sein könnten. Dabei sucht die Scouting-Abteilung des Vereins nach Klubs mit einer guten Infrastruktur im Bereich der Jugendarbeit.
Bundesrepublik Deutschland
Ein nennenswertes internationales Projekt ist die Zusammenarbeit mit dem Essener Kreisligisten FC Saloniki Essen e. V., welcher im Essener Norden beheimatet ist, und von griechischen Einwanderern in den 1960er Jahren gegründet wurde. Mit den Jahrzehnten konnten solche Strukturen geschaffen werden, dass die Jugendabteilungen erweitert werden konnten. Die durchaus professionelle Gestaltung der Trainings- und Spielplätze des heimischen Stadions der Bezirkssportanlage Bäuminghausstrasse und die Bedingungen für Kinder und Jugendliche wurden von PAOK als gut eingestuft, um die Zusammenarbeit zu forcieren.
Der FC Pontus aus München ist ebenfalls ein Projekt der PAOK-Academy, die von der F-Jugend bis zur D-Jugend Kinder im Trainingszentrum fußballerisch ausbildet, und vom Programm mit finanziellen Mitteln unterstützt wird.
In Offenbach ist die PAOK FC Academy Offenbach e. V. beheimatet, die durch ehemalige Fußballer von PAOK und Lizenztrainer organisiert wird. Teil des Programms ist es, die Jugendarbeit in Form von Trainingscamps, Fördertraining und vielen anderen Angeboten zu fördern.
Globale Präsenzen
Weitere Länder, in denen es Zusammenarbeiten mit Klubs im Sinne des PAOK-Academy-Programms gibt, sind Schweden, Zypern und die Vereinigten Staaten von Amerika.
PAOK FC Youth an Development Sections
National betreibt der Klub das Programm der Akademie und verleiht diesen Titel offiziell an einige Klubs des Landes. Unter anderem ist der AED aus Didymoticho Mitglied der PAOK FC Youth and Development Sections. Weitere Sektionen in Griechenland befinden sich in Komotini, Xanthi, Kavala, Drama, Kozani, Ptolemaida, Katerini, Heraklion, Rhodos und Lesbos.

## Ehemalige Spieler, Trainer & Legenden

### Profispieler

#### Die „Ein-Klub-Spieler“
Georgios Koudas ist in Griechenland eine der größten Sportler-Persönlichkeiten des 20. Jahrhunderts. Koudas trat im Alter von 12 Jahren in den Klub ein und spielte ununterbrochen bis 1984 für PAOK. Er absolvierte 504 Erstliga-Pflichtspiele für den Klub und erzielte 133 Tore. Er gewann in seiner Zeit zwei Pokale und eine Meisterschaft mit PAOK. Koudas ist einer der drei „Ein-Klub-Spieler“, der in seiner Karriere nie den Klub gewechselt hat. Georgios Koudas war Kapitän der Nationalmannschaft Griechenlands in der Europameisterschaft 1980 in Italien.
Ein weiterer „Ein-Klub-Spieler“ ist der Top-Scorer Stavros Sarafis, der von 1968–1981 für PAOK gespielt hatte und bis heute die vereinsinterne Torschützenliste für die nationalen Wettbewerbe mit 136 geschossenen Toren anführt.
Der dritte Spieler ist Konstantinos Iosifidis. Er hat von 1971 bis 1985 bei PAOK gespielt und zwei Meisterschaften und zwei Pokale mit dem Verein gewonnen. Sein erstes Spiel bestritt Iosifidis am 19. September 1971 gegen AEK Athen. Sein erstes Länderspiel sollte das 0:0-Unentschieden gegen Brasilien im Maracana am 28. April 1974 werden. Iosifidis ist bis 2019 der einzige der an allen drei Meisterschaften zunächst als Spieler und 2019 als Funktionär teilgenommen hat.

#### Ausländische Legenden

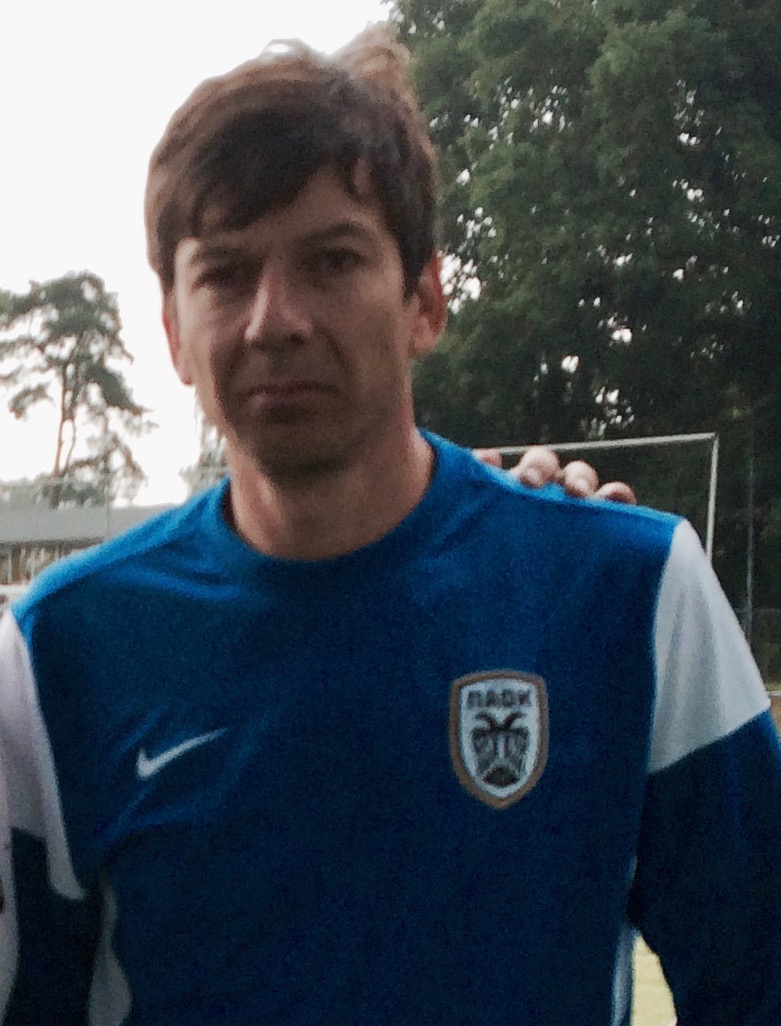
Pablo Garcia war als Spieler,Co-Trainer,Jugendtrainer und letztlich als Cheftrainer im Klub aktiv.

Der aus São Paulo stammende Brasilianer Neto Guerino spielte 10 Jahre von 1974 bis 1984 für PAOK und schoss 66 Tore in 231 Spielen. Er war ein Publikumsliebling wegen seiner 11 Toren in 30 Spielen in der Meisterschaftssaison 1976.
Der bosnische Serbe Rade Paprica war einer der Schlüsselspieler der Meisterschaftssaison 1985 und ist bis heute ein Begriff für jeden Fan.

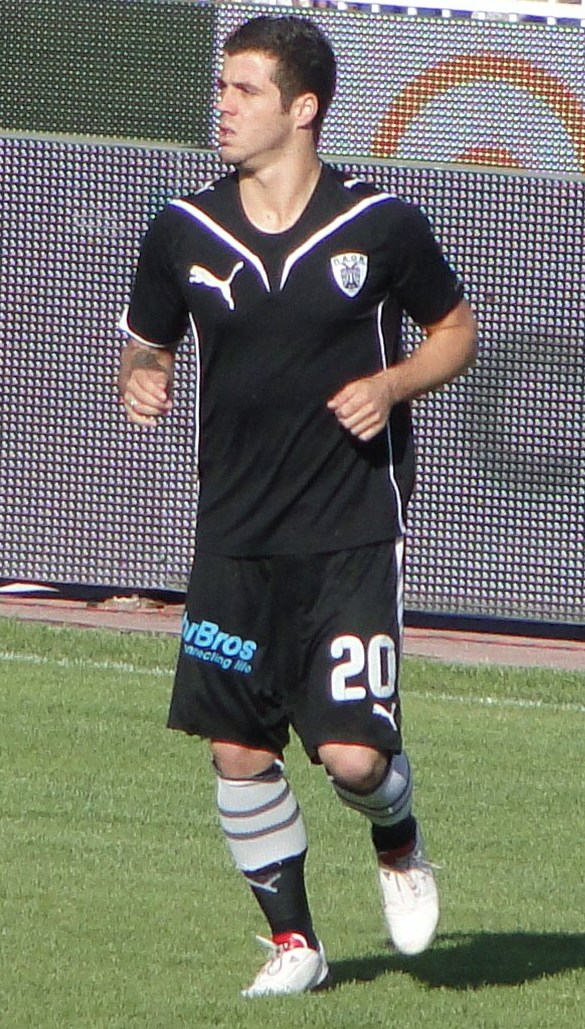
Vieirinha aus seinen ersten Jahren im Klub

Eines der bekanntesten Idole der PAOK Fans der letzten Jahre ist der Uruguayer Pablo Garcia. Dieser hat durch seine Art Sympathien gesammelt und gilt als Legende. Er spielte von 2008 bis 2013 für PAOK, bestritt 109 Spiele und erzielte in dieser Zeit fünf Tore. Pablo Garcia hat nach seiner aktiven Karriere ein Traineramt in den Jugendbereichen des Klubs übernommen. In der Saison 2016/17 mit der U-17 und in den Spielzeiten 2017/18, 2018/19, 2019/20 mit der U-20 des Klubs, konnte Garcia die griechische Meisterschaft holen. Am 30. Oktober 2020 wurde bekannt, dass Pablo Garcia das Cheftraineramt der Profimannschaft übernimmt. Als Trainer führt Garcia sein Team in derselben Saison zum Pokalsieg.
Ein Spieler, der zum Publikumsliebling während seiner Zeit bei PAOK avancierte ist der Portugiese Vieirinha. Der Portugiese kam vom FC Porto und spielte von 2008 bis 2011 für PAOK. Er erzielte 17 Tore in 83 Spielen für den Klub aus Thessaloniki, ehe er den Verein in Richtung Wolfsburg verließ. Im August 2017 kehrte der beliebte Portugiese und Europameister von 2016 zurück. PAOK einigte sich mit dem VFL Wolfsburg auf eine Ablöse und mit dem Spieler wurde ein Dreijahresvertrag ausgehandelt, sodass der Spieler die Möglichkeit erhalten hat, seine Karriere bei seinem Herzensklub, wie er selbst immer betont hat, beenden zu können. Als Kapitän durfte Vieirinha zusammen mit Stelios Malezas am Abend des 21. April 2019 den ersten Meisterschaftspokal nach 34 Jahren in den Nachthimmel des Toumba Stadions heben.

#### Nationalspieler

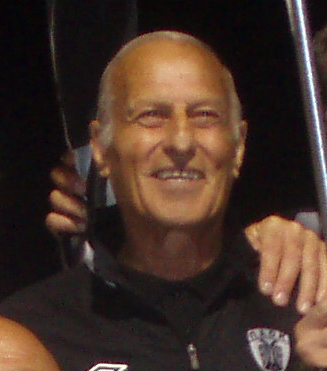
Christos Terzanidis in einem Spiel der PAOK-Veteranen in Kanada

Aus den erfolgreichen Zeiten des PAOK in den 1970er Jahren hat aus der Mannschaft ein weiterer Spieler den Legenden-Status bei den Fans erreichen können. Es ist Christos Terzanidis, der bei PAOK in seiner Zeit von 1969 bis 1977 zum Nationalspieler Griechenlands gereift war.
Ioannis Gounaris machte für PAOK 432 Spiele und erzielte dabei acht Tore. Genau wie Koudas, Iosifidis, Terzanidis und Damanakis nahm auch Gounaris an der Europameisterschaft 1980 für die griechische Fußballnationalmannschaft teil.
Für Georgios Kostikos wurde für damalige Zeiten eine hohe Ablösesumme bezahlt, um ihn nach Thessaloniki zu holen. Insgesamt 8.000.000 GDR, wurden 1977 an Pierikos Katerini überwiesen. Doch diese hohe Ablösesumme zahlte sich aus, denn in neun Jahren, in denen er für den Klub aufgelaufen ist, erzielte er 79 Tore in 233 Pflichtspielen. Er gewann mit PAOK eine Meisterschaft und bestritt 35 Nationalspiele für Griechenland. In den Jahren nach seiner aktiven Laufbahn wechselte Kostikos ins Trainergeschäft, wo er unter anderem in der Spielzeit 2005/06 PAOK trainierte. Seit 2012 ist Kostikos für PAOK als Scout aktiv.
Georgios Skartados, der aus Rhodos kam und in PAOK seinen Durchbruch schaffte, spielte von 1982 bis 1992 und machte 265 Spiele für den Verein, wobei er als Abwehrspieler ganze 84 Tore erzielte, hauptsächlich dank seiner Rolle als Elfmeter-Spezialist seines Teams.
Auch Ioannis Damanakis konnte sich über PAOK für das Nationalteam von Griechenland empfehlen, indem er in 242 Spielen 17 Tore machte.
Stefanos Borbokis ist ein weiterer Spieler, der mindestens 200 Spiele für PAOK absolvierte und dabei von 1986 bis 1994 insgesamt 32 Tore schoss.
Theodoros Zagorakis ist international das Gesicht des Klubs. Als Europameister von 2004 mit der griechischen Nationalmannschaft erlangte er Anerkennung und Berühmtheit. Er schnürte insgesamt 120-mal die Schuhe für die Nationalmannschaft. Für PAOK spielte er von 1993 bis 1998 und von 2005 bis 2007 und machte genau 200 Spiele. Im Juni 2007 übernahm Theodoros Zagorakis das Präsidentenamt bei PAOK und führte diesen durch die Jahre der Wirtschaftskrise bis zum Januar 2012.
Zisis Vryzas ist ein weiterer Europameister aus dem Jahr 2004, der in PAOK eine hohe Anerkennung erlangen konnte. Jeder PAOK-Fan verbindet mit ihm den Sieg über Arsenal London im UEFA-Pokal. Vryzas spielte bei PAOK von 1996 bis 2000 und in der Saison 2007/08. Er absolvierte 121 Spiele und schoss 25 Tore. Als Präsident hatte er zwei Amtszeiten. Die erste Amtszeit erfolgte unter dem neuen Eigner des Klubs, Ivan Savvidis, in der Saison 2009/2010. Die zweite Amtszeit erfolgte von 2011 bis 2014. Dimitrios Salpingidis ist einer der Top Scorer des Klubs und spielte zweimal für seinen Klub. Einmal Von 1999 bis 2006 und dann wieder von 2010 bis 2015. In dieser Zeit gewann er mit PAOK den griechischen Pokal 2003. Salpingidis machte in seinen zwei Spielzeiten für PAOK 90 Erstliga-Tore in 262 Spielen. Salpingidis ist mit seinen 82 Spielen für die Nationalmannschaft in der Top 5 der Rekordspieler für die Landesauswahl.
Stefanos Klaus Athanasiadis ist von 1996 bis 2006 sämtliche Jugendabteilungen des Klubs durchlaufen und hat sich als Eigengewächs schnell in die Herzen der Fans gespielt. Von 2006 bis 2017 schoss er 63 Tore in 174 Spielen und spielte sich dadurch auch in die Nationalauswahl des Landes.
Dimitris Pelkas durchlief zwischen 2007 und 2012 die PAOK-Fußballakademie. Danach stieg er zum PAOK-Profispieler auf und durch seine weiteren fußballerischen Leistungen stieg er auch zum griechischen A-Nationalspieler auf. Später verhalf Pelkas ab der Saison 2016/17 zu mehreren erfolgreichen Titelsiegen. Im Jahr 2020 nach Fenerbahce Istanbul transferiert, spielte er auf Leihbasis in der Saison 2022/23 bei Hull City, bevor er nach Istanbul Basaksehir FK wechselte. Zur Wintertransferperiode 2025 wechselte er zurück zu seinem Stammverein PAOK, um seine Karriere bei seinem Herzensklub zu beenden.

#### Trainer

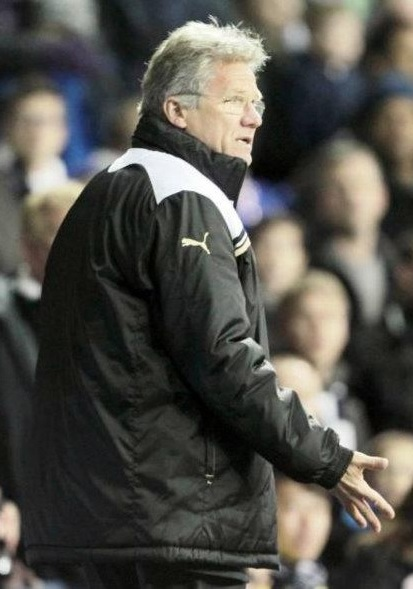
Laszlo Boloni als Trainer von PAOK

Bekannte Trainerpersönlichkeiten waren unter anderen: Heinz Höher, Karl Durspekt, Jenő Csaknády, Branko Stanković, Billy Bingham, Walter Skocik, Pál Csernai, Ivica Horvat, Egon Piechaczek, Miroslav Blažević, László Bölöni, Fernando Santos, Angelos Anastasiadis, Gyula Lóránt, Ljupko Petrović, Arie Haan, Les Shannon, Rolf Fringer, Dušan Bajević, Mario Beretta, Georgios Donis, Pavlos Dermetzakis, Thijs Libregts, Rinus Israël, Igor Tudor, Huub Stevens, Oleh Blochin, Vladimir Ivić, Răzvan Lucescu und Abel Ferreira.

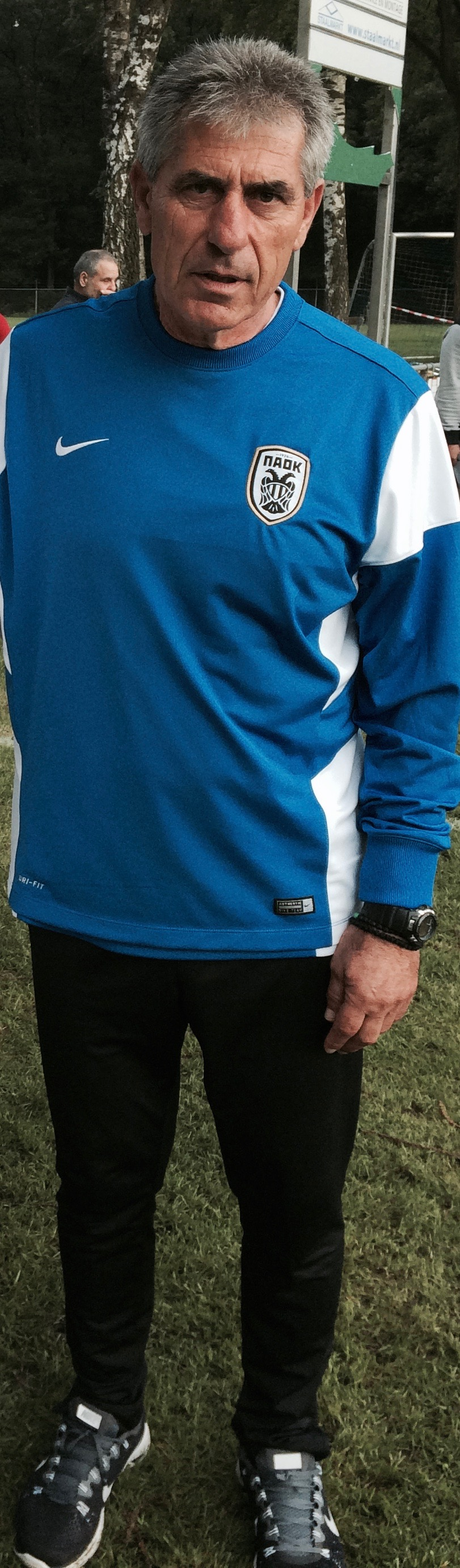
Anastasiadis 2014 im PAOK-Trainingslager

Der Trainer mit der kürzesten Amtszeit ist bisher Mario Beretta mit nur 38 Tagen.
Angelos Anastasiadis
Angelos Anastasiadis ist ein Trainer, der seinen Namen wie kaum ein anderer mit dem Traineramt des Klubs in Verbindung gebracht hat. In vier verschiedenen Perioden konnte Anastasiadis den Klub als sportlicher Hauptverantwortlicher sowie als Trainer leiten. Die erste Arbeitsaufnahme erfolgte in der Rückrunde der Saison 1997/1998 und ging vom 3. Februar 1997 bis zum 17. Mai 1998. Nach einer kurzen Unterbrechung erfolgte die zweite Amtszeit vom 30. September 1998 bis zum 7. Februar 1999. Drei Jahre später wurden die Dienste des Fußballlehrers erneut in Anspruch genommen. Die dritte Amtszeit ging vom 25. August 2002 bis zum 26. September 2004. Seine vierte Amtszeit erfolgte unter dem Besitzer Ivan Savvidis. Am 11. Juni 2014 trat Anastasiadis das Amt an und blieb bis zum 16. März 2015. In der Saison 2002/03 konnte Anastasiadis den griechischen Pokal nach Thessaloniki holen.
Les Shannon

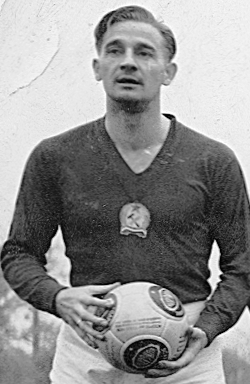
Gyula Lorant als Nationalspieler Ungarns, der in seiner Trainerlaufbahn PAOK trainierte

Ein erfolgreicher Trainer der Klubgeschichte ist der Engländer Les Shannon, der in seiner Zeit von 1971 bis 1974 zweimal den Pokal holen konnte und einmal den Greater Greece Cup. Dies war ein Superpokal-Wettbewerb zwischen den Meistern Griechenlands und Zyperns, der nur sechsmal ausgetragen wurde. Der in Liverpool geborene Les Shannon kam vom FC Blackpool und hat bis heute den Rekord der längsten Amtszeit als Profitrainer in der Klubgeschichte. Shannon war 3 Jahre und 8 Monate verantwortlich für die erste Mannschaft von PAOK.
Gyula Lorant
Gyula Lóránt, der als Spieler für Ungarn im Weltmeisterschaftsfinale von 1954 stand und dessen Credo „Kein Spieler darf klüger sein als ich“ berühmt wurde, starb an einem Herzinfarkt, den er auf der Trainerbank während eines Heimspiels seiner Mannschaft gegen Olympiakos Piräus (1-0) am 31. Mai 1981 erlitt. Lorant hatte zwei Amtszeiten auf dem Trainerstuhl von PAOK, dessen größter Erfolg das Erlangen der griechischen Meisterschaft 1976 war. Die erste Amtszeit war die Saison 1975/76. Seine zweite Amtszeit war die Saison 1980/81.
Fernando Santos

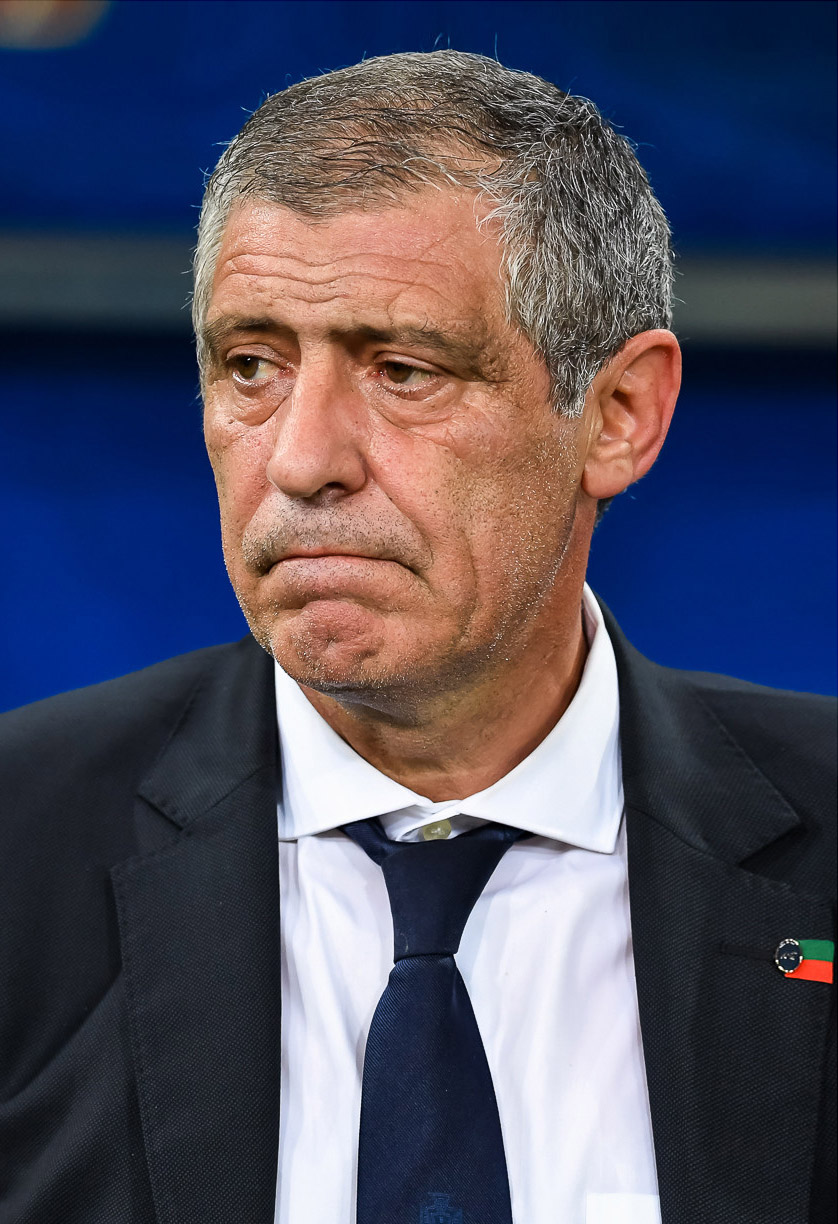
Santos war drei Jahre lang Trainer des Klubs

Fernando Santos kam zur Saison 2007/08 nach PAOK. Theodoros Zagorakis, der Santos und seine Arbeit als Trainer seit der gemeinsamen Zeit bei AEK Athen kannte, überzeugte ihn durch sein Projekt den Klub sportlich weiterzuentwickeln. Santos führte seine Spielphilosophie ein und hatte damit Erfolg. Während der drei Jahre bei PAOK wurde er zweimal zum Trainer des Jahres in der Super League gewählt. Nach der Transferoffensive im Sommer 2008 wurde Santos mit PAOK Vizemeister und erlangte damit die beste Platzierung seit 1985. In seiner letzten Saison wurde Santos mit PAOK dritter und wurde erneut zum Trainer des Jahres gewählt. Nach seiner dritten Saison unterzeichnete Santo einen Vertrag mit dem griechischen Fußballverband als Trainer der Nationalmannschaft bis 2012.
Răzvan Lucescu

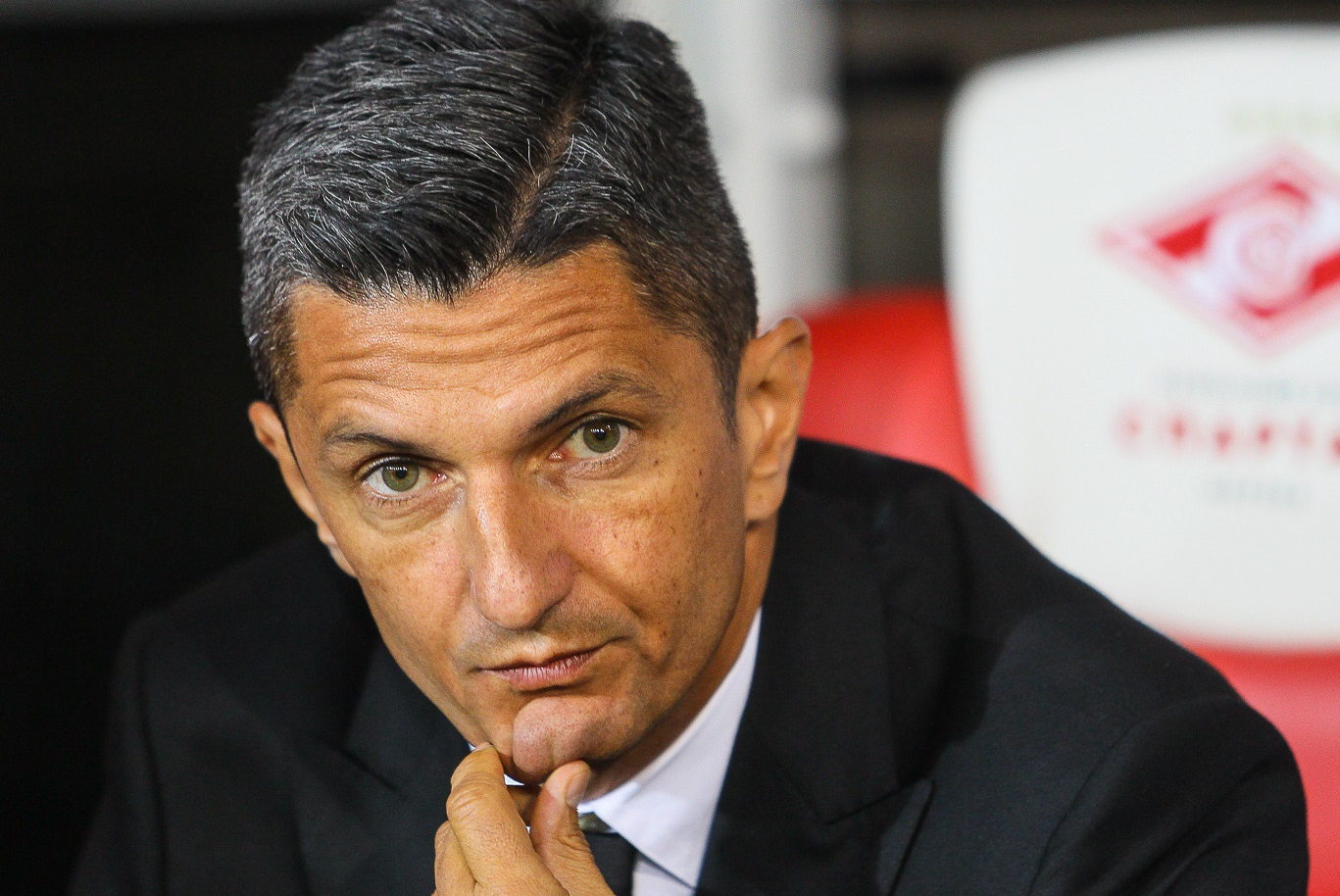
Lucescu ist der erfolgreichste Trainer der Klubgeschichte

Der Rumäne Razvan Lucescu, Sohn des Fußballtrainers Mircea Lucescu, konnte den Klub im Jahr 2018 zum Pokalsieg und zur Vizemeisterschaft führen, sowie im Jahr 2019 nach 34 Jahren zur Meisterschaft verhelfen. Durch den zusätzlichen Endspielsieg im Pokalfinale 2019 und dem daraus resultierenden Double, gilt Lucescu als der erfolgreichste Trainer der Vereinsgeschichte. Im Juni 2019 verließ er den Klub in Richtung Saudi-Arabien zu Al-Hilal. Der Wechsel kostete den saudischen Klub eine Ablösesumme von zwei Millionen Euro. Damit ist Lucescu der erste Trainer der Vereinsgeschichte, der dem Klub eine Ablöse einbrachte. Im Mai 2021 kehrte Lucescu zurück und unterschrieb beim PAOK einen Dreijahresvertrag. In der Saison 2023/24 führte Lucescu PAOK zur zweiten Meisterschaft unter seiner Führung.

### Gesperrte Rückennummern
Es werden zwei Rückennummern nicht mehr an Spieler vergeben: Zum einen die „12“, welche stellvertretend wie bei vielen europäischen Vereinen für die Fans als „12. Mann“ steht und zum anderen die „17“ in Gedenken an den 1998 bei einem Verkehrsunfall tödlich verunglückten Spieler Panagiotis Katsouris. Zu Ehren des Spielers wird seit 2009 jährlich ein Jugendturnier ausgetragen, welches seinen Namen trägt.
| Nummer | Ehrung               |
| ------ | -------------------- |
| 12     | Die Fans             |
| 17     | Panagiotis Katsouris |

## Anhängerschaft

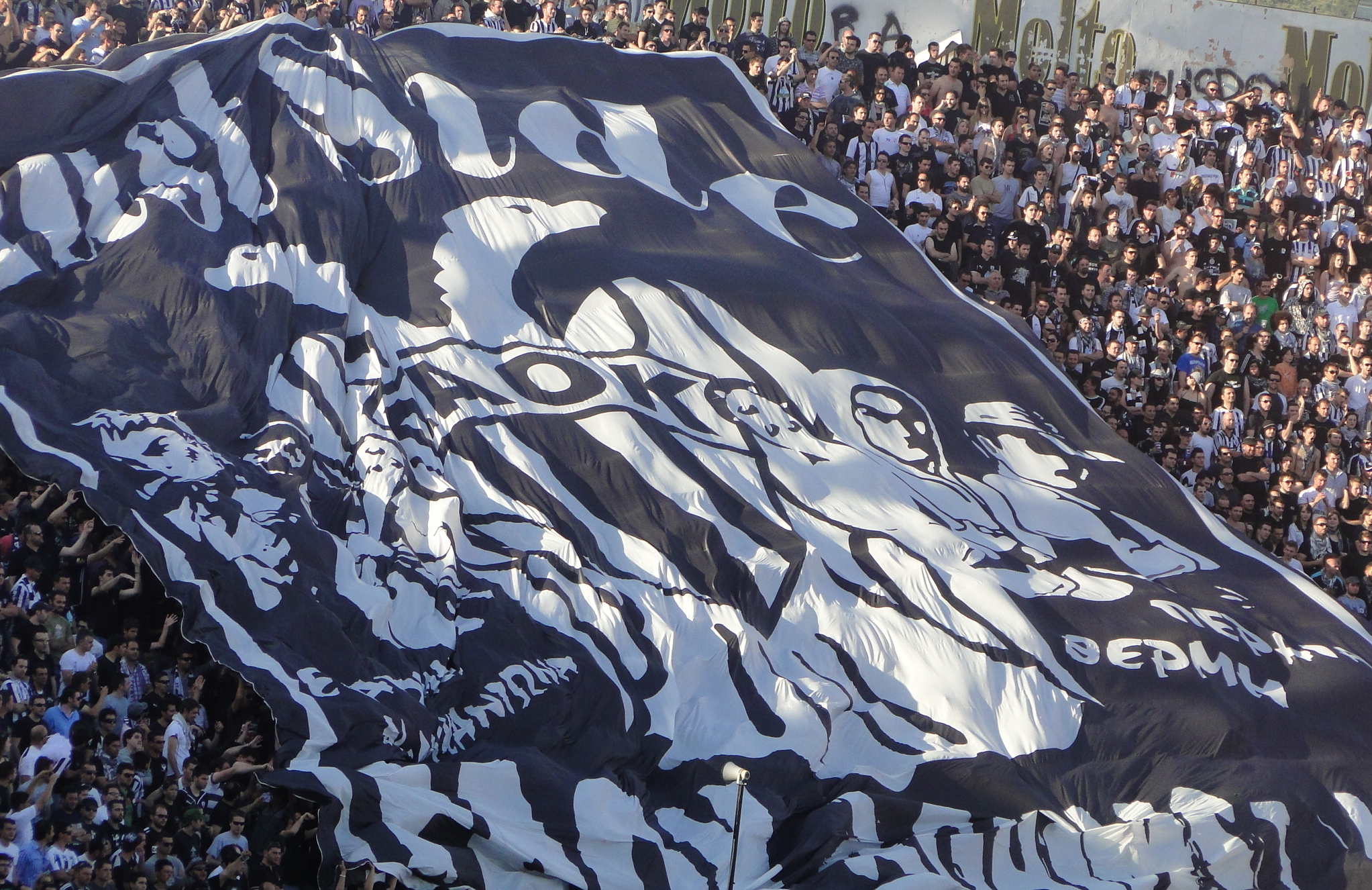
Eine Gate 4 – Choreografie im Toumba-Stadion

Die bekanntesten und ältesten Fan-Gruppierungen stehen im Toumba-Stadion in der Kurve Gate 4. Demnach ist „Gate 4“ ein Sammelbegriff für die fanatischen unter den Anhängern im Stadion. Die organisierten Fans der „Northeners“, „Makedones“ oder der „Ultra Fans PAOK“ zählen zu den wildesten und dynamischsten Gruppierungen unter den Anhängern des Traditionsklubs.
Europa
Traditionell gibt es in Deutschland die meisten Fanclubs außerhalb Griechenlands. Der Verein hat mehrere, überwiegend von Migranten aus dem Norden Griechenlands gegründete Organisationen, die in Berlin, Düsseldorf, Stuttgart, Hannover, Frankfurt, Reutlingen, Troisdorf, Ulm, Nürnberg, München, Duisburg, Lüdenscheid, Solingen, Bielefeld und weiteren Städten beheimatet sind. Der Fanclub „Alcoholics Supporters“ aus Constanța in Rumänien besuchen die Spiele des Klubs. In Russland sind Fans in Rostov am Don in einem Fanclub organisiert.
Fanclubs von PAOK gibt es in Europa unter anderem auch in Schweden, England, Italien, Belgien, Zypern und der Schweiz.
Nordamerika

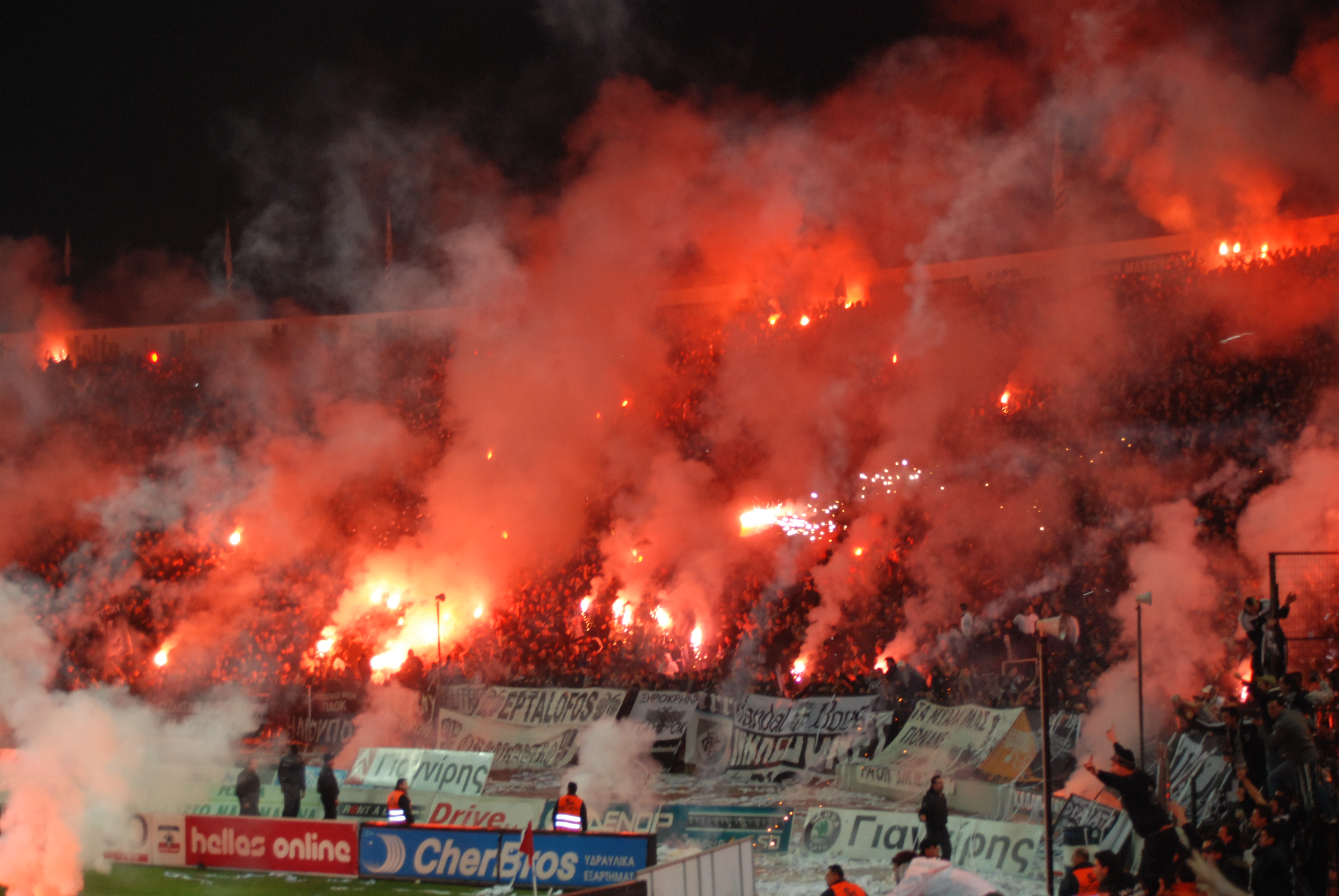
Die Gate 4 im Heimspiel um den griechischen Pokal gegen den Rivalen Olympiakos im Jahr 2009

Überall in Staaten, in denen es historisch Migranten aus Griechenland gibt, verhält es sich ähnlich. In den Vereinigten Staaten gibt es einen der größten Fanclubs außerhalb Europas. Nahezu jedes Jahr besucht der Präsident des Klubs die Anhänger in New York City. Innerhalb der Vereinigten Staaten sind in Boston und Los Angeles ebenfalls Anhänger in Fanclubs organisiert. In Kanada gibt es einen Fanclub in Toronto.
Asien & Australien
Da es in Australien eine große Anzahl von griechischen Einwanderern gibt, gibt es dem zufolge auch Fanclubs in Melbourne, Adelaide und Brisbane. In Vietnam gibt es seit 2019 einen Fanclub.
Afrika
Auf dem afrikanischen Kontinent gibt es einen Fanclub in Sambia.
Berühmte und bekannte Anhänger

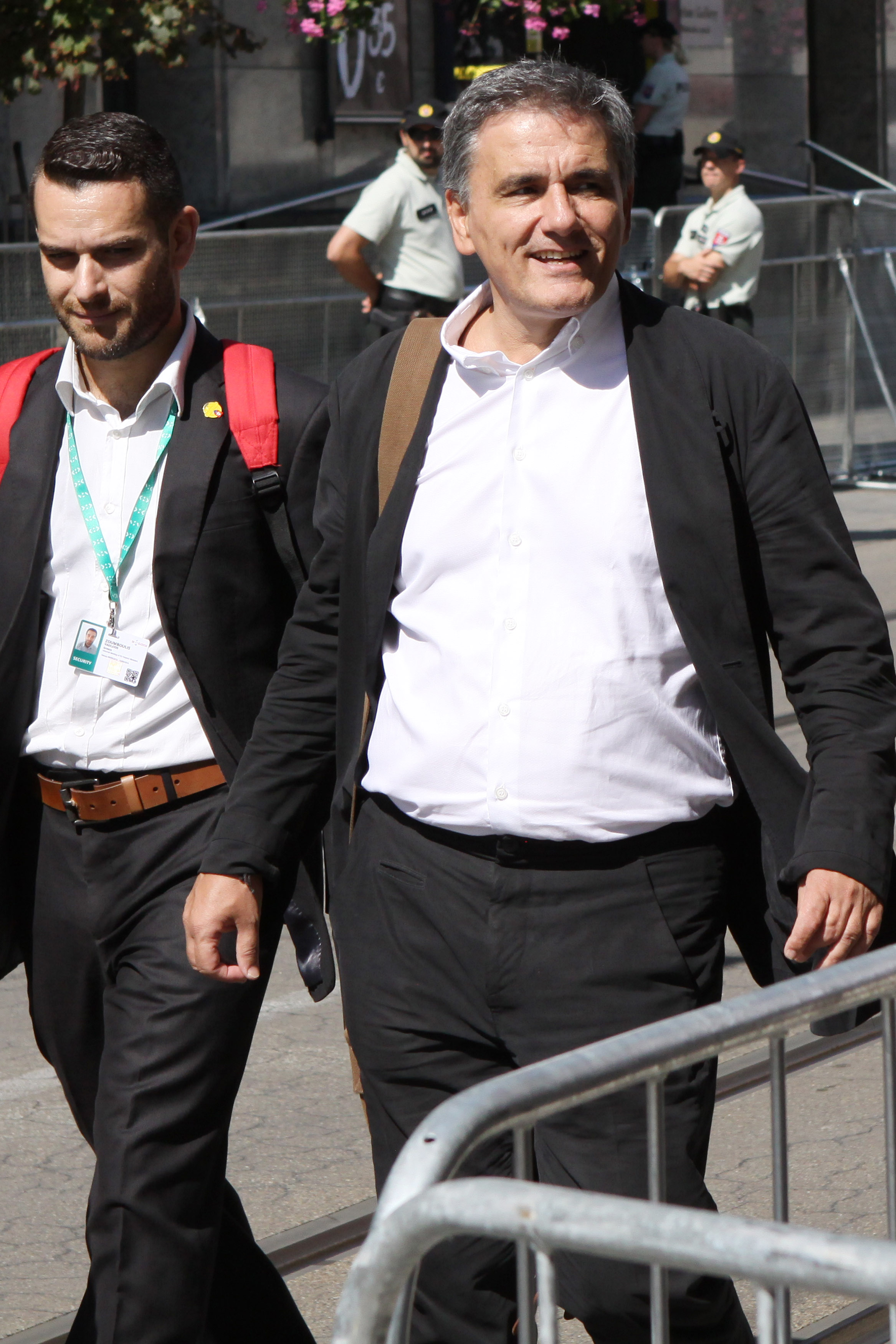
Euklid Tsakalotos ist bekennender Anhänger des Klubs

Viele bekannte Persönlichkeiten des öffentlichen Lebens in Griechenland bekennen sich zum Klub. Eine berühmte und in der Öffentlichkeit stehende Persönlichkeit ist Euklid Tsakalotos, Finanzminister im zweiten Kabinett der Regierung Tsipras. Akis Tsochatzopoulos sowie Evangelos Venizelos aus der sozialdemokratischen Partei PASOK und ehemalige Minister verschiedener Regierungen sind bekennende Anhänger, zumal beide zu politisch aktiven Zeiten in Wahlbezirken von Thessaloniki kandidiert haben. Popi Tsapanidou und Sissi Christidou, beide im griechischen Boulevard- und Informationsjournalismus beheimatet und im Inland bekannt, sind Fans des Klubs. Pyrros Dimas, der erfolgreichste Gewichtheber Griechenlands und mehrmaliger Olympionike hat sich oftmals zum Klub bekannt. Stratos Dionisiou, eine Legende des griechischen Musikstils Laiko und Rembetiko war bekennender Anhänger. Der Dichter und Dramatiker Dimitris Lyakos ist glühender Anhänger von PAOK.
Konstandinos Gatsioudis, der erfolgreichste Speerwerfer des Landes ist PAOK-Fan. Auch der Sänger Alkinoos Ioannidis ist ein Unterstützer und Fan des Klubs. Georgios Aftias, Moderator politischer Morgenmagazine im griechischen Privatfernsehen ist ebenfalls bekennender PAOK Anhänger. Unterstützer des Klubs ist auch Iordanis Hasapopoulos. Der Moderator und Journalist bezeichnet sich als PAOK Fan.
Ein weiterer bekannter Anhänger des Klubs ist der Sänger Nikos Vertis. Vertis wird oft im Toumba-Stadion mit gesichtet.

### Die Hymne des Klubs
Der Text wurde von Mimis Traiforos (gr.: Μίμης Τραϊφόρος), einem beliebten Schriftsteller und Dichter, erstellt.
Σαν του ΠΑΟΚ την ομάδα

δεν υπάρχει στην Ελλάδα

ομαδάρα δοξασμένη

και με δάφνες στολισμένη

που τα έντεκα παιδιά μας

τα `χουμε όλοι στην καρδιά μας.
ΠΑΟΚ ΠΑΟΚ τρέμουν τ’ όνομά σου

και στο πέρασμά σου τρέμει όλη η γη.

ΠΑΟΚ ΠΑΟΚ άλλη τέτοια ομάδα

σ’ όλη την Ελλάδα δε θα ξαναβγεί.
Ατσαλώνουν την ψυχή μας

οι χιλιάδες οπαδοί μας

γιατί τέτοια ενδεκάδα

δεν υπάρχει στην Ελλάδα.

Πρώτοι θα ανακηρυχθούμε

και στο μάτι θα τους μπούμε.
ΠΑΟΚ ΠΑΟΚ τρέμουν τ’ όνομά σου

και στο πέρασμά σου τρέμει όλη η γη.

ΠΑΟΚ ΠΑΟΚ άλλη τέτοια ομάδα

σ’ όλη την Ελλάδα δε θα ξαναβγεί.
Είσαι η δόξα του Βορρά μας

το καμάρι κι η χαρά μας

κι όλοι οι αντίπαλοί μας

τρέμουνε την δύναμή μας

και γι’ αυτό θ’ ακούνε Τούμπα

και θα κάνουν όλοι τούμπα.
ΠΑΟΚ ΠΑΟΚ τρέμουν τ’ όνομά σου

και στο πέρασμά σου τρέμει όλη η γη.

ΠΑΟΚ ΠΑΟΚ άλλη τέτοια ομάδα

σ’ όλη την Ελλάδα δε θα ξαναβγεί.

### Die Opfer von Tembi/Thessalien
In der Nacht des 4. Oktobers 1999 ereignete sich ein tragischer Verkehrsunfall auf der Höhe von Tembi in Thessalien. Ein Fanbus mit PAOK-Anhängern verunglückte nach einer Kollision mit einem Schwerlaster so, dass mehrere Fans ums Leben kamen. Seitdem erfolgt im Namen des Klubs eine jährliche Zeremonie zu Ehren der Opfer.

### PAOK in den Medien
Printmedien
Die Stadionzeitschrift des Klubs ist das Toumba Magazine. Die großen griechischen Printmedien, welche überwiegend in Athen ansässig sind, widmeten PAOK über lange Jahre meistens weniger Aufmerksamkeit als den Hauptstadtvereinen, es sei denn, PAOK erzielte Erfolge in Derbys oder internationalen Spielen. Die hauseigene tägliche Sportzeitung aus der Stadt, welche auch national erhältlich ist, ist die „Metro Sport“. Diese hat die jahrzehntelange Zeitung „Ta Spor tou Vorra“ (de.: Der Sport im Norden) ersetzt, welche aus finanziellen Gründen eingestellt wurde. Die Klubzeitung, die hauptsächlich Berichte, Reportagen und Hintergründe zum Klub auf täglicher Basis publiziert, ist die Zeitung „Forza“. Als Zeitschrift der Anhänger von PAOK bekannt, informiert die Zeitung hauptsächlich die PAOK Fans, bringt allerdings auch Reportagen zu einigen anderen Klubs des Nordens.
Massenmedium Fernsehen
Seit der Besitzer des Klubs, Ivan Savvidis, die Rechte des Senders epsilon tv ersteigert hatte und diesen in Open TV umbenannte und neu firmierte, ist eine häufigere nationale Präsenz des Klubs in den Medien sichergestellt. Der Sender zeigt exklusiv einige internationale Spiele des Klubs. Ein weiterer Sender, der die nationale mediale Präsenz des Klubs zum positiven beeinflusst, ist der dritte staatliche Sender ERT3, der in Thessaloniki beheimatet ist und Informationen und Analysen zum Klub präsentiert.
Soziale Medien
Im Jahr 2018 führte die traditionsreiche, spanische Fußballzeitung Marca eine Studie durch, in der es galt, die beliebtesten Fußballklubs der Länder anhand der Webpräsenzen und der Anzahl der Nutzer und Anhänger der Profile in den sozialen Medien, auswendig zu machen. Anhand dieser war PAOK der beliebteste Klub in Griechenland, und zwar vor großen Klubs mit Internationalen Anklang wie dem FC Barcelona, Real Madrid oder Manchester United.

## Statistiken & Rekorde

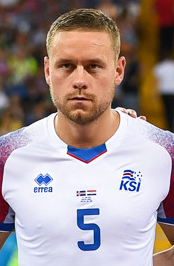
Sverrir Ingi Ingason ist der teuerste Einkauf der Klubgeschichte

In der Winterpause der Saison 2018/19 wurde Sverrir Ingi Ingason für 4 Mio. Euro von FK Rostow verpflichtet. Davor war Aleksandar Prijović, den man zu seiner Zeit von Legia Warschau für 2,9 Mio. Euro verpflichtete, der teuerster Einkauf. In der Sommertransferperiode der Saison 2019/20 wurden die Spieler Anderson Esiti und Douglas Augusto verpflichtet, die seither die beiden Plätze 2 und 3 belegen.
| 1. | Sverrir Ingi Ingason | Saison 2018/19 | 4,00 Mio. EUR | FK Rostov     |
| -- | -------------------- | -------------- | ------------- | ------------- |
| 2. | Anderson Esiti       | Saison 2019/20 | 3,50 Mio. EUR | KAA Gent      |
| 3. | Leo Jaba             | Saison 2018/19 | 3,50 Mio. EUR | Akhmat Grozny |

Im Sommer 2021 verpflichtete Norwich City den jungen Christos Tzolis. Die erzielten 11 Mio. Euro, mit möglichen Bonuszahlungen von 2 weiteren Millionen bei Erfolg, stellen bis heute die größte erzielte Ablösesumme der Vereinsgeschichte dar.
| 1. | Stefanos Tzimas          | Saison 2025/26 | 22,50 Mio.EUR  | Brighton & Hove Albion & 1.FC Nürnberg |
| 2. | Konstantinos Koulierakis | Saison 2024/25 | 11,80 Mio. EUR | VFL Wolfsburg                          |
| 3. | Christos Tzolis          | Saison 2021/22 | 11,00 Mio. EUR | Norwich City                           |

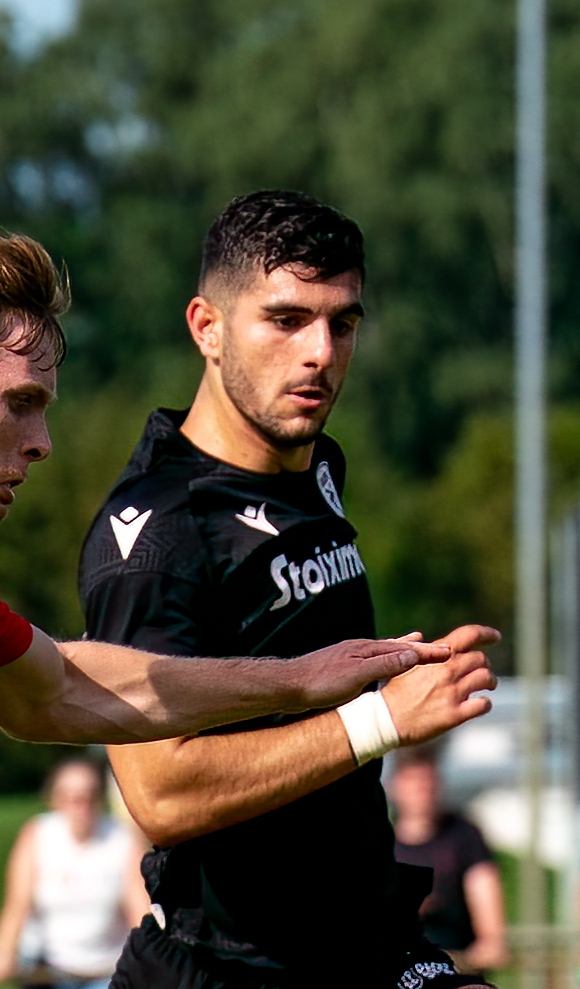
Konstantinos Koulierakis hat dem Klub die zweithöchste Ablösesumme der Vereinsgeschichte eingebracht

Der Stürmer Stavros Sarafis, der in der erfolgreichen Zeit der 1970er Jahre für PAOK spielte, führt die ewige vereinsinterne Torschützenliste mit 136 Toren an, die beiden „Ein-Klub Spieler“ Koudas und Iosifidis haben die meisten Einsätze für den Klub. Als einziger Ausländer in beiden Top 10 Listen ist der Brasilianer Neto Guerino vertreten.
| Platz | Name                  | Tore |
| ----- | --------------------- | ---- |
| 1.    | Stavros Sarafis       | 136  |
| 2.    | Georgios Koudas       | 133  |
| 3.    | Dimitrios Salpingidis | 90   |
| 4.    | Georgios Skartados    | 84   |
| 5.    | Georgios Kostikos     | 79   |
| 6.    | Stefanos Athanasiadis | 71   |
| 7.    | Neto Guerino          | 66   |
| 8.    | Panagiotis Kermanidis | 60   |
| 9.    | Achilleas Aslanidis   | 55   |
| 10.   | Koulis Apostolidis    | 51   |

| Platz | Name                     | Spiele |
| ----- | ------------------------ | ------ |
| 1.    | Georgios Koudas          | 504    |
| 2.    | Konstantinos Iosifidis   | 397    |
| 3.    | Ioannis Gounaris         | 377    |
| 4.    | Stavros Sarafis          | 358    |
| 5.    | Aristarchos Fountoukidis | 336    |
| 6.    | Koulis Apostolidis       | 280    |
| 7.    | Georgios Skartados       | 265    |
| 8.    | Dimitrios Salpingidis    | 262    |
| 9.    | Georgios Toursounidis    | 261    |
| 10.   | Vieirinha                | 253    |

| Name                     | Jahre               | Name                    | Jahre     |
| ------------------------ | ------------------- | ----------------------- | --------- |
| Lefteris Papadakis       | 1952–1957           | Georgios Georgiadis     | 2007–2008 |
| Lampis Kouiroukidis      | 1957–1960           | Pantelis Konstantinidis | 2008–2009 |
| Georgios Hasiotis        | 1960–1964           | Sergio Conceicao        | 2009–2010 |
| Leandros Symeonidis      | 1964–1969           | Konstantinos Chalkias   | 2010–2012 |
| Georgios Koudas          | 1964–1984           | Pablo Garcia            | 2012–2013 |
| Kostas Iosifidis         | 1984–1985           | Dimitrios Salpingidis   | 2013–2014 |
| Nikos Alavantas          | 1985–1989           | Stefanos Athanassiadis  | 2014–2017 |
| Georgios Skartados       | 1989–1992           | Stelios Malezas         | 2017–2018 |
| Alexis Alexiou           | 1992–1996           | Vieirinha               | 2018–2025 |
| Theodoros Zagorakis      | 1996–1998 2005–2007 | Andrija Zivkovic        | 2025-     |
| Georgios Toursounidis    | 1998–1999           |                         |           |
| Konstantinos Frantzeskos | 1999–2000           |                         |           |
| Tasos Katsambis          | 2000–2002           |                         |           |
| Pantelis Kafes           | 2002–2003           |                         |           |
| Loukas Karadimos         | 2003–2005           |                         |           |

Die Vorstandsvorsitzenden & Präsidenten des Klubs
Drei Personen waren über jeweils zwei Amtszeiten Präsident des Vereins: Petros Kalafatis, Theodoros Zagorakis und Zisis Vryzas. Nikolaos Vezyrtzis war vor seinem Präsidentenamt im Fußball bereits erfolgreicher Präsident der Basketballabteilung in den 1980er Jahren. Ioannis Dedeoglou und sein Bruder stifteten das Grundstück, worauf die PAOK Sports Arena für die Basketball- und Volleyballabteilung des Klubs errichtet wurden. Georgios Pantelakis war bereits in verschiedenen Positionen von 1960–1971 und 1975–1984 für den Klub aktiv, unter anderem übte er bereits Präsidentenähnliche Aufgaben aus und führte als Sportdirektor die Geschicke des Vereins.
| 1979–1984 | Georgios Pantelakis     | 2014–2016  | Iakovos Angelidis |
| 1984–1986 | Petros Kalafatis (1)    | 2016       | Ľuboš Micheľ      |
| 1986–1988 | Charis Savvidis         | 2016–heute | Ivan Savvidis     |
| 1988–1989 | Ioannis Dedeoglou       |            |                   |
| 1989–1996 | Thomas Voulinos         |            |                   |
| 1996      | Georgios Kalyvas        |            |                   |
| 1996–2001 | Georgios Batatoudis     |            |                   |
| 2001–2003 | Petros Kalafatis (2)    |            |                   |
| 2003–2006 | Ioannis Goumenos        |            |                   |
| 2006–2007 | Nikolaos Vezyrtzis      |            |                   |
| 2007–2009 | Theodoros Zagorakis (1) |            |                   |
| 2009–2010 | Zisis Vryzas (1)        |            |                   |
| 2010–2011 | Theodoros Zagorakis (2) |            |                   |
| 2011–2014 | Zisis Vryzas (2)        |            |                   |

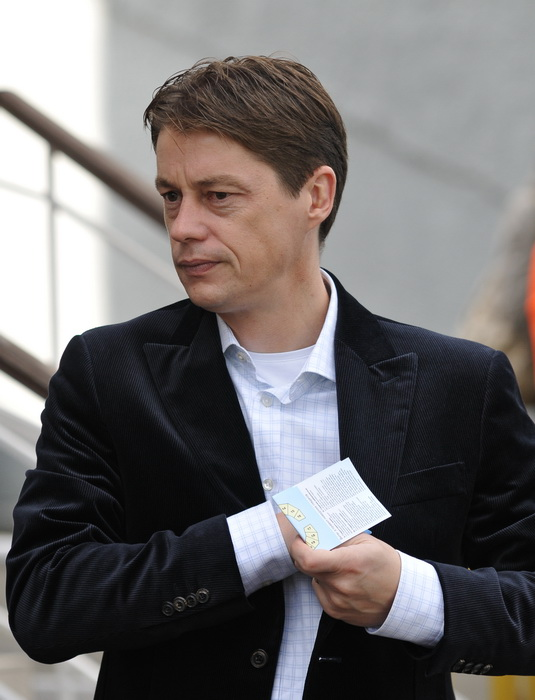
Ľuboš Micheľ

Super League Torschützenkönige des Klubs
| Spieler               | Saison  |
| --------------------- | ------- |
| Aleksandar Prijovic   | 2017/18 |
| Dimitrios Salpingidis | 2005/06 |
| Dimitrios Nalitzis    | 1999/00 |

## Weitere Abteilungen des Klubs
Neben Fußball werden im Verein eine große Anzahl anderer Sportarten betrieben.
Basketball
Volleyball
Sonstige
Weitere Abteilungen gibt es in den Sportarten: Eishockey, Handball, Wasserball, Schwimmen, Ringen, Leichtathletik, Gewichtheben, Boxen, Ringen und Taekwondo.